# 삼성 갤럭시 S 시리즈
삼성 갤럭시 S 시리즈는 삼성전자에서 생산하는 안드로이드 기반의 스마트폰 및 태블릿 컴퓨터 라인업이다. 이 시리즈는 삼성의 폭넓은 갤럭시 안드로이드 기기 제품군 중 고급 라인으로, 접이식 갤럭시 Z 시리즈와 함께 2019년부터 보급형 및 중급형 갤럭시 A 시리즈보다 높은 등급의 플래그십 스마트폰 및 태블릿 라인업 역할을 한다.

## 폰
| 2010 | 삼성 갤럭시 S                                |
| 2011 | Samsung Galaxy SL                            |
| 2011 | 삼성 갤럭시 S 플러스                         |
| 2011 | 삼성 갤럭시 S II                             |
| 2012 | 삼성 갤럭시 S III                            |
| 2012 | 삼성 갤럭시 S III Mini                       |
| 2013 | Samsung Galaxy S II Plus                     |
| 2013 | 삼성 갤럭시 S4                               |
| 2013 | Samsung Galaxy S4 Mini                       |
| 2014 | 삼성 갤럭시 S5                               |
| 2014 | 삼성 갤럭시 S5 Mini                          |
| 2014 | 삼성 갤럭시 S III Neo                        |
| 2015 | 삼성 갤럭시 S6 / S6 Edge / S6 Edge+          |
| 2015 | 삼성 갤럭시 S6 Active                        |
| 2015 | 삼성 갤럭시 S5 Neo                           |
| 2016 | 삼성 갤럭시 S7 / S7 Edge                     |
| 2016 | 삼성 갤럭시 S7 Active                        |
| 2017 | 삼성 갤럭시 S8 / S8+                         |
| 2017 | 삼성 갤럭시 S8 Active                        |
| 2018 | 삼성 갤럭시 S9 / S9+                         |
| 2019 | 삼성 갤럭시 S10e / S10 / S10+ / S10 5G       |
| 2020 | 삼성 갤럭시 S10 Lite                         |
| 2020 | 삼성 갤럭시 S20 / S20+ / S20 Ultra           |
| 2020 | 삼성 갤럭시 S20 FE                           |
| 2021 | 삼성 갤럭시 S21 / S21+ / S21 Ultra           |
| 2022 | 삼성 갤럭시 S21 FE                           |
| 2022 | 삼성 갤럭시 S22 / S22+ / S22 Ultra           |
| 2023 | 삼성 갤럭시 S23 / S23+ / S23 Ultra           |
| 2023 | 삼성 갤럭시 S23 FE                           |
| 2024 | 삼성 갤럭시 S24 / S24+ / S24 Ultra           |
| 2024 | 삼성 갤럭시 S24 FE                           |
| 2025 | 삼성 갤럭시 S25 / S25+ / S25 Edge /S25 Ultra |

| 범례: | 지원 중단 | 지원 | 현재 및 지원 | 출시 예정 |

| 모델         | 발표일                              | 출시일                                | 출시일                                                         | 단종일          | 지원 종료                             | 지원 종료                          | 수명                         |
| 모델         | 발표일                              | 날짜                                  | OS 버전                                                        | 단종일          | 날짜                                  | 최종 OS                            | 수명                         |
| ------------ | ----------------------------------- | ------------------------------------- | -------------------------------------------------------------- | --------------- | ------------------------------------- | ---------------------------------- | ---------------------------- |
| 갤럭시 S     | 2010년 3월 23일                     | 2010년 6월 4일                        | 2.1 이클레어                                                   | 2012년 3월 6일  | 2012년 1월 10일                       | 2.3.6 진저브레드                   | 1년, 7개월                   |
| 갤럭시 S II  | 2011년 2월 13일                     | 2011년 5월 2일                        | 2.3.4 진저브레드                                               |                 | 2013년 4월 9일                        | 4.1.2 젤리빈                       | 1년, 11개월                  |
| 갤럭시 S III | 2012년 5월 3일 2012년 9월 4일 (LTE) | 2012년 5월 29일 2012년 10월 3일 (LTE) | 4.0.4 아이스크림 샌드위치 4.1.1 젤리빈 (LTE) 4.3 젤리빈 (네오) |                 | 2014년 3월 15일 2014년 12월 9일 (LTE) | 4.3 젤리빈 4.4.4 킷캣 (LTE & 네오) | 1년, 10개월 2년, 2개월 (LTE) |
| 갤럭시 S4    | 2013년 3월 14일                     | 2013년 4월 27일                       | 4.2.2 젤리빈                                                   |                 | 2017년 4월 11일                       | 5.0.1 롤리팝                       | 3년                          |
| 갤럭시 S5    | 2014년 2월 24일                     | 2014년 4월 11일                       | 4.4.2 킷캣 5.1.1 롤리팝 (S5 네오)                              |                 | 2019년 4월 9일                        | 6.0.1 마시멜로 7.0 누가 (S5 네오)  | 4년                          |
| 갤럭시 S6    | 2015년 3월 1일                      | 2015년 4월 10일                       | 5.0.2 롤리팝                                                   | 2016년 2월 11일 | 2019년 2월 12일                       | 7.0 누가                           | 3년, 10개월                  |
| 갤럭시 S7    | 2016년 2월 11일                     | 2016년 3월 11일                       | 6.0.1 마시멜로                                                 | 2017년 4월 21일 | 2020년 4월 14일                       | 8.0 오레오                         | 4년, 1개월                   |
| 갤럭시 S8    | 2017년 3월 29일                     | 2017년 4월 21일                       | 7.0 누가                                                       | 2018년 3월 11일 | 2021년 5월 11일                       | 9.0 파이                           | 4년                          |
| 갤럭시 S9    | 2018년 2월 25일                     | 2018년 3월 11일                       | 8.0 오레오                                                     | 2019년 2월 20일 | 2022년 4월 12일                       | 10                                 | 4년, 1개월                   |
| 갤럭시 S10   | 2019년 2월 20일                     | 2019년 3월 4일                        | 9.0 파이 10 (라이트)                                           | 2020년 3월 6일  | 2024년 3월 12일                       | 12 13 (라이트)                     | 5년                          |
| 갤럭시 S20   | 2020년 2월 11일                     | 2020년 3월 6일                        | 10 12 (FE 2022)                                                | 2021년 1월 29일 | 2027년 상반기 예정                    | 13                                 | 7년 예정                     |
| 갤럭시 S21   | 2021년 1월 14일                     | 2021년 1월 29일                       | 11 12 (FE)                                                     | 2022년 2월 25일 | 2027년 상반기 예정                    | 15                                 | 6년 예정                     |
| 갤럭시 S22   | 2022년 2월 9일                      | 2022년 2월 25일                       | 12                                                             | 2023년 2월 17일 | 2027년 상반기 예정                    | 발표 예정                          | 5년 예정                     |
| 갤럭시 S23   | 2023년 2월 1일                      | 2023년 2월 17일                       | 13                                                             | 2024년 1월 31일 | 2028년 상반기 예정                    | 발표 예정                          | 5년 예정                     |
| 갤럭시 S24   | 2024년 1월 17일                     | 2024년 1월 31일                       | 14                                                             | 2025년 2월 7일  | 2031년 상반기 예정                    | 발표 예정                          | 7년 예정                     |
| 갤럭시 S25   | 2025년 1월 22일                     | 2025년 2월 7일                        | 15                                                             | 발표 예정       | 2032년 상반기 예정                    | 발표 예정                          | 7년 예정                     |

### 삼성 갤럭시 S

2010년 삼성 갤럭시 S

최초의 갤럭시 S 스마트폰은 2010년 3월에 발표되어 2010년 6월 4일에 출시되었다.
- 디스플레이: 4.0인치 슈퍼 AMOLED
- 해상도: 480x800 픽셀
- 프로세서: 삼성 엑시노스 3110 (S5PC110)
- 저장 공간: 8-16 GB (확장 가능)
- RAM: 512 MB
- 배터리: 1500 mAh (사용자 교체 가능)
- 카메라: 후면: 500만 화소, 1배 줌, 720p (HD) 비디오; 전면: 30만 화소
- 후면 커버 교체 가능
- 확장 가능한 저장 공간: 마이크로 SD 카드 (SD HC, 최대 32 GB)
- 내비게이션 키용 터치 센서; 전용 카메라 셔터 버튼 없음

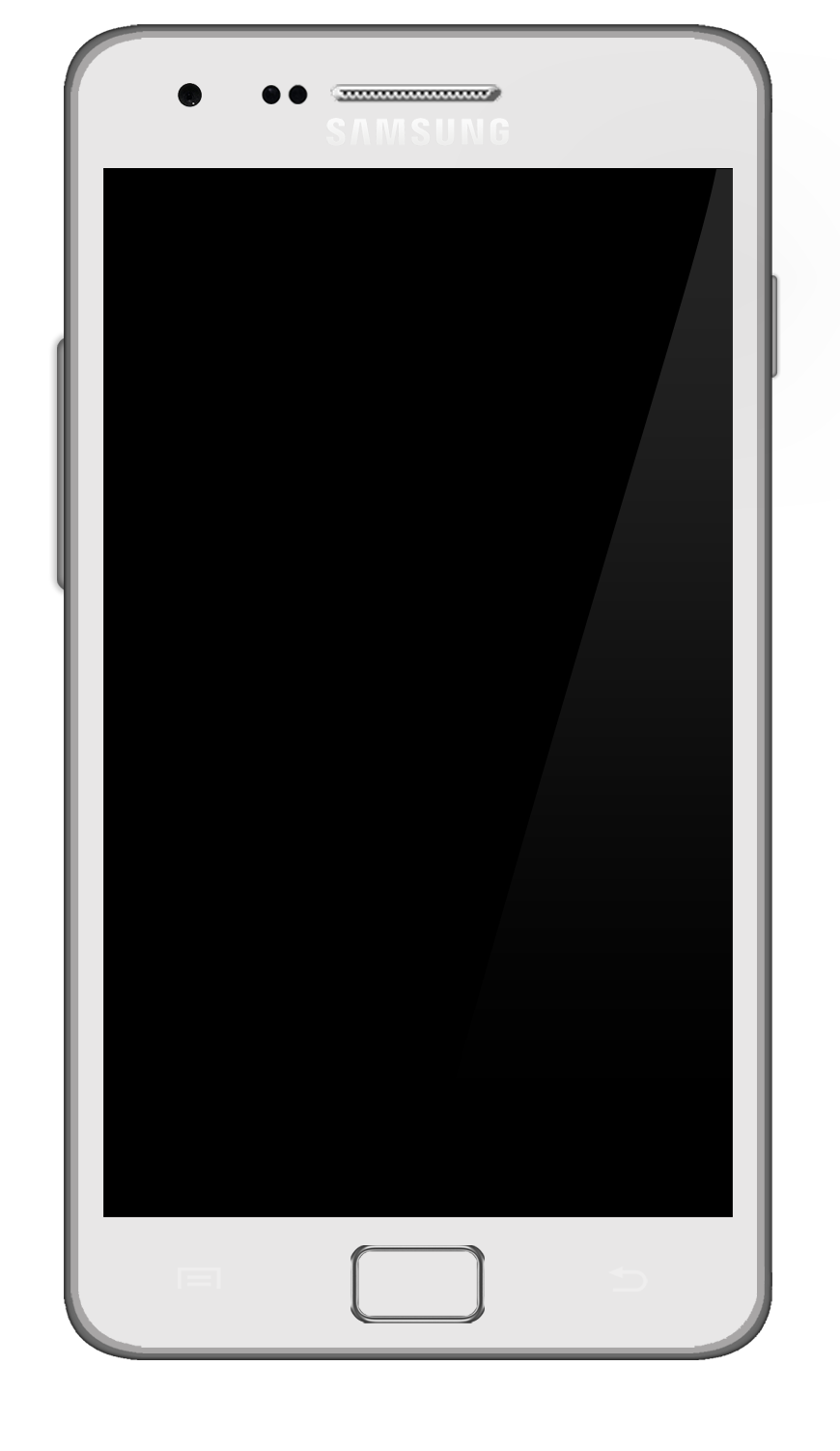
2011년 삼성 갤럭시 S2

### 삼성 갤럭시 S II

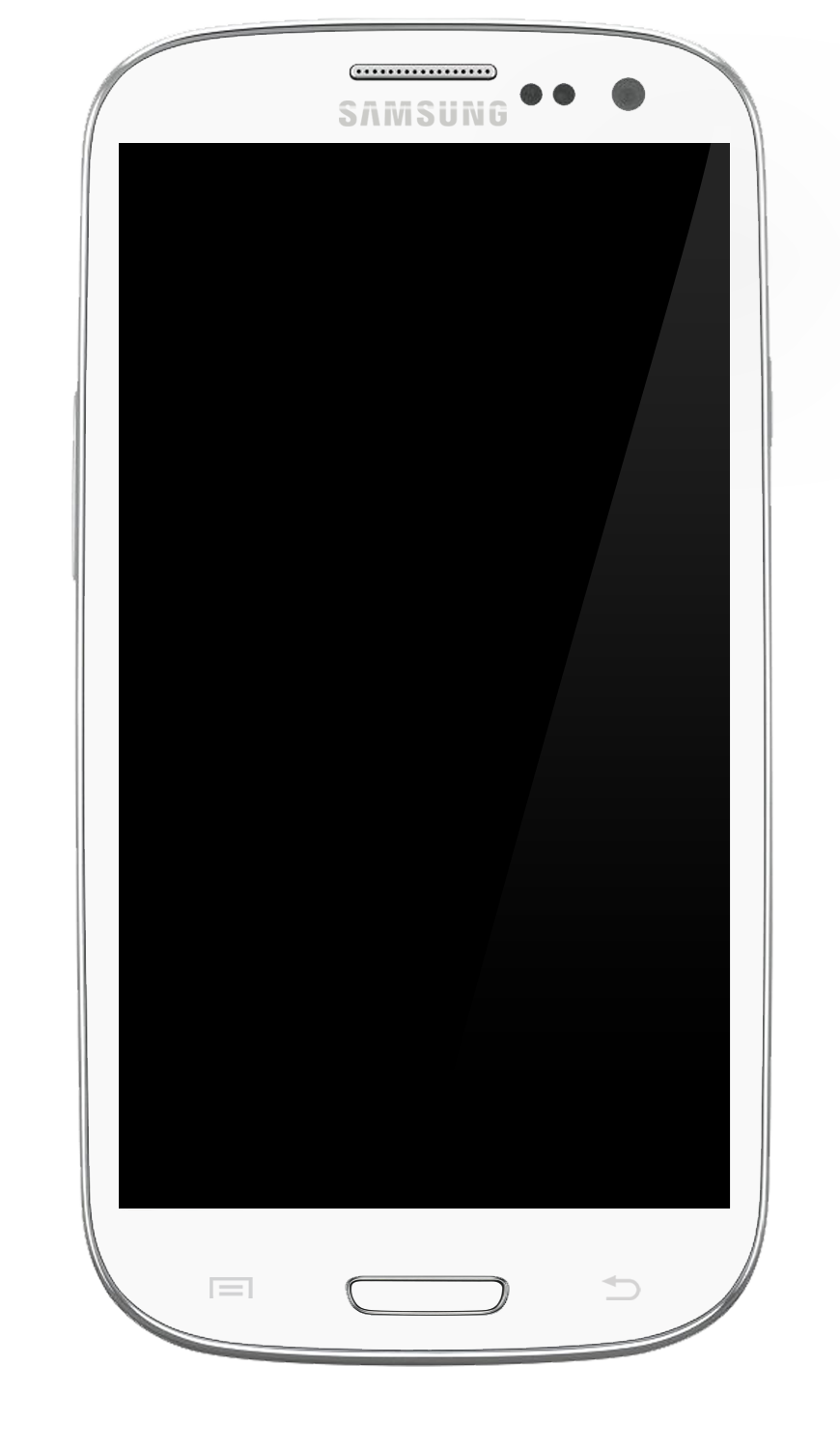
2012년 삼성 갤럭시 S III

회사는 2011년 2월 13일에 삼성 갤럭시 S II를 발표했다.
- 디스플레이: 4.3인치 또는 4.5인치 슈퍼 AMOLED
- 해상도: 480x800 픽셀
- 프로세서: 삼성 엑시노스 4 듀얼, 텍사스 인스트루먼트 OMAP4430, 또는 퀄컴 스냅드래곤 S3 APQ8060
- 저장 공간: 16/32 GB (확장 가능)
- RAM: 1 GB
- 카메라: 후면: 800만 화소, 1배 줌, 1080p (풀 HD) 비디오; 전면: 200만 화소; 플래시 라이트 추가; 모서리 대신 중앙에 위치
- 배터리: 1650 또는 1800 mAh (사용자 교체 가능)
- 후면 커버 교체 가능
- USB 온더고 (OTG)
- 모바일 고선명 링크 (MHL) to HDMI
- 외부 저장 공간: 마이크로SD-HC 카드 (최대 32 GB)

안드로이드 2.3.4, 최대 4.1.2
2013년에 “플러스” 변형 모델이 출시되었는데, 내부 저장 공간이 8 GB에 불과하고 칩셋이 약간 달랐다. 또한 터치위즈 "네이처 UX" 사용자 인터페이스와 갤럭시 S III에서 알려진 브러시드 다크 블루 색상 ("페블 블루")이 적용되었다.

### 삼성 갤럭시 S III
삼성 갤럭시 S III는 2012년 5월 3일에 발표되었다. 갤럭시 S III는 7천만 대 이상 판매되어 가장 많이 팔린 S 시리즈 폰 중 하나가 되었다. 이 모델은 사용자가 두 개의 앱을 동시에 사용할 수 있는 분할 화면 기능(안드로이드 4.1부터 4.4.2 "프리미엄 스위트 업그레이드"까지 사용 가능)을 탑재하고 있으며, 다른 작업을 하는 동안 이동 및 크기 조절이 가능한 팝업 창에서 동영상을 재생할 수 있고 정적 이미지만이 아닌 재생 중인 동영상을 미리 볼 수 있는 동작 썸네일을 제공하는 업그레이드된 비디오 플레이어 소프트웨어를 탑재했다. 화면 밝기를 주변 조명 수준에 따라 자동으로 조절할 수 있는 "주변광" 기능, 휴대폰을 바라보면 화면이 꺼지는 것을 방지할 수 있는 "스마트 스테이" 기능, S 보이스라는 개인 비서, 휴대폰 갤러리에서 얼굴을 태그하는 기능, NFC를 통해 파일을 전송하는 "S 빔" 기능, 알림에 사용할 수 있는 휴대폰 전면의 LED 조명, 휴대폰을 움직여 작업을 수행할 수 있는 "모션 제스처" 기능, 카메라의 색상 포인트 효과, 그리고 "스마트 알림" — 사용자가 휴대폰을 들었을 때 진동으로 알림을 주는 선택적 햅틱 피드백 알림 기능이 있다.
갤럭시 S III는 후면 커버 아래 전용 핀에 연결되는 특수 후면 커버를 사용하면 무선 충전 기능을 사용할 수 있는 최초의 삼성 휴대폰이다.
이전 모델과 마찬가지로 후면 카메라는 800만 화소(3264×2448)와 1080p 동영상 녹화를 지원하지만, S3는 스테레오 오디오 녹화를 추가하고, 촬영 중 600만 화소(3264×1836) 사진을 동시에 캡처할 수 있으며, 이는 이미지 센서의 최고 16:9 화면비 크롭이다. 전면 카메라의 동영상 해상도는 480p에서 720p로 증가했다. 이전 모델처럼 메가픽셀 레이블은 표시되지 않는다.
같은 해 말 안드로이드 4.1 업데이트를 통해 삼성에서 제공한 "프리미엄 스위트 업그레이드"는 갤럭시 노트2의 분할 화면 기능을 재도입하여 두 개의 앱을 동시에 화면에 표시할 수 있게 했다.
- 디스플레이: 4.8인치 슈퍼 AMOLED
- 해상도: 720x1280 픽셀
- 프로세서: 삼성 엑시노스 4 쿼드, 퀄컴 스냅드래곤 S4 MSM8960, 또는 퀄컴 스냅드래곤 400 MSM8228
- 저장 공간: 16/32/64 GB (SD XC로 확장 가능)
- RAM: 1 GB (S3 GT-I9300); 1.5 GB (S3 네오 GT-I9301); 2 GB (S3 LTE GT-I9305)
- 카메라: 후면: 800만 화소, 1배 줌, 30 fps의 1080p (풀 HD) 비디오; 전면: 1.900만 화소, 30 fps의 720p (HD) 비디오
- 배터리: 2100 mAh (사용자 교체 가능)
- FM 라디오 수신기 (GT-I9300 전용)

2013년 삼성 갤럭시 S4

### 삼성 갤럭시 S4
삼성 갤럭시 S4는 2013년 3월 14일에 삼성에 의해 발표되었다. 갤럭시 S4는 8천만 대 이상 판매되어 가장 많이 팔린 S 시리즈 폰 중 하나가 되었다.
안드로이드 4.2.2를 기본으로 하며, 현재 5.0.2까지 지원한다. 이전 모델에 비해 이 모델이 가진 새로운 기능은 다음과 같다:
- 휴대폰을 만능 리모컨으로 사용할 수 있게 해주는 적외선 블래스터[13][14]
- 아무도 화면을 보고 있지 않으면 동영상을 일시 중지하는 "스마트 일시 정지" 기능[15]
- 사용자 얼굴을 감지하여 화면 회전을 차단하는 "스마트 회전" 기능[16]
- 머리나 장치를 기울여 웹페이지가 자동으로 스크롤되는 "스마트 스크롤" 기능[17]
- "스토리 앨범" 기능[18]
- 고도 수준을 측정하는 기압계[19]
- 주변 온도를 측정하는 기능[19]
- 주변 습도 비율을 측정하는 기능[19]
- 한 손 모드 (업데이트를 통해 사용 가능)[20]
- 장갑 사용 시 감도를 높이는 기능[21]
- 화면을 터치하지 않고도 정보를 보여주는 "에어 뷰" 기능[22]
- 휴대폰 위로 손을 움직여 장치를 제어할 수 있는 "에어 제스처" 기능[23]
- 최적의 디스플레이[24] 및 최적의 사운드로[25] 휴대폰을 조정하는 옵션
- 사진을 촬영하고 최대 9초 동안 소리를 녹음하는 기능[26]
- 빠른 동작 사진을 촬영하고 반복 효과를 만드는 기능[27]
- 사진을 촬영하고 애니메이션으로 만드는 기능[28]
- 사진의 일부를 지우는 기능.[29]
- 후면 카메라와 전면 카메라에서 동시에 사진을 촬영하고 동영상을 녹화하는 기능. 단, 별도의 파일이나 파일 내 별도의 동영상 트랙이 아닌 픽처 인 픽처로 저장되며, 녹화 중 카메라 순서를 바꿀 수 있다.[30][31]
- 카메라 뷰파인더와 컨트롤을 와이파이 다이렉트를 통해 다른 기기로 전송할 수 있는 "원격 뷰파인더" 기능.[32]
- 근접 센서 위에 손을 대면 휴대폰을 만지지 않고도 시계, 부재중 전화, 메시지, 알림 바를 확인할 수 있는 "퀵 글랜스" 기능.[33]

갤럭시 S4는 온도계 및 습도계 센서를 탑재한 단 두 대의 삼성 휴대폰 중 하나이다 (다른 하나는 갤럭시 노트3이다).
일부에서는 갤럭시 S4의 모든 새로운 기능에 내재된 혁신을 칭찬했지만, 다른 일부에서는 피처 크리프라고 비판했다.
메인(후면) 카메라의 해상도는 13 메가픽셀로 증가했으며, 1080p 동영상 녹화 중 9.6메가픽셀 사진을 캡처할 수 있다. 전면 카메라는 2.1메가픽셀이며 동영상 해상도는 1080p로 증가했다. 선택적으로 위치 기반의 상황에 맞는 파일 이름을 지정하여 나중에 탐색하기 쉽게 할 수 있다.
- 디스플레이: 5.0인치 슈퍼 AMOLED
- 해상도: 1920x1080 픽셀
- 프로세서: 삼성 엑시노스 5 옥타 5410 또는 퀄컴 스냅드래곤 600
- 저장 공간: 16 / 32 / 64 GB (확장 가능)
- RAM: 2 GB
- 카메라: 후면: 1300만 화소, 1배 줌, 30 fps의 3840x2160p (4K UHD) 비디오; 전면: 2.100만 화소, 30 fps의 1080p (풀 HD) 비디오
- 배터리: 2600 mAh (사용자 교체 가능)
- 제거된 기능: FM 라디오

그 변형 모델로는 견고하고 방수 기능이 있는 S4 액티브, 저가형 중급 S4 미니, 그리고 10배 광학 줌 렌즈, 더 강력한 제논 플래시, 삼각대 마운트, 회전식 렌즈 링을 갖춘 하이브리드 S4 줌이 있으며, 이들은 휴대폰과 전용 디지털 카메라를 결합한 것이다.

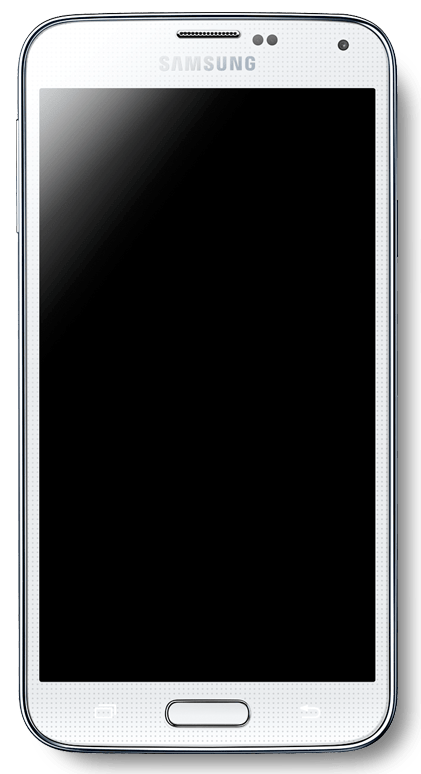
2014년 삼성 갤럭시 S5

### 삼성 갤럭시 S5
삼성 갤럭시 S5는 2014년 2월 24일에 발표되었다. 갤럭시 S4에서 개선되어 심박수 모니터, IP67 방수, 지문 스캐너, 4K 동영상 녹화(30fps에서 2160p) 및 1080p 두 배 프레임 레이트(60fps) 녹화 기능, 기존 콘트라스트 감지보다 빠른 위상차 검출 자동 초점, 저조도 환경에서 더 나은 사진을 찍는 기능, 최대 대역폭으로 다운로드 속도를 높이는 "다운로드 부스터" 기능, 휴대폰 사용을 제한하여 배터리 사용을 제한하는 기능, 및 USB 3.0을 추가했다. 이전 갤럭시 S4의 온도계 (온도) 센서, 습도계 (습도) 센서, "스토리 앨범" 기능은 빠졌지만, 에어 뷰 및 제스처 관련 기능은 대부분 계승했다. "퀵 글랜스"는 근접 센서 위에 손을 대면 스마트폰을 대기 모드에서 깨울 수 있는 "에어 웨이크업"으로 대체되었다.
- 디스플레이: 5.1인치 슈퍼 AMOLED
- 해상도: 1920x1080 픽셀
- 프로세서: 삼성 엑시노스 5 옥타 5422, 퀄컴 스냅드래곤 801, 또는 퀄컴 스냅드래곤 805
- 저장 공간: 16 / 32 GB (확장 가능)
- RAM: 2 / 3 GB
- 카메라: 후면: 1600만 화소, 1배 줌, 30 fps의 3840x2160p (4K UHD) 비디오, 60 fps의 1080p (풀 HD) 또는 120 fps의 슬로 모션 720p (HD); 전면: 200만 화소, 30 fps의 1080p (풀 HD)
- 배터리: 2800 mAh (사용자 교체 가능)

갤럭시 S5는 홈 버튼 왼쪽에 있는 터치 키가 옵션 키 대신 작업 키인 최초의 삼성 휴대폰이며, 사용자 교체형 배터리를 탑재한 갤럭시 S 시리즈의 마지막 휴대폰이다. 갤럭시 S5는 마이크로 유심 카드를 사용하는 갤럭시 S 시리즈의 마지막 휴대폰이며, 이후 휴대폰은 나노 유심 카드를 사용한다.
갤럭시 S5부터는 부팅 화면에 모델 번호(예: SM-G900F)가 더 이상 표시되지 않는다.

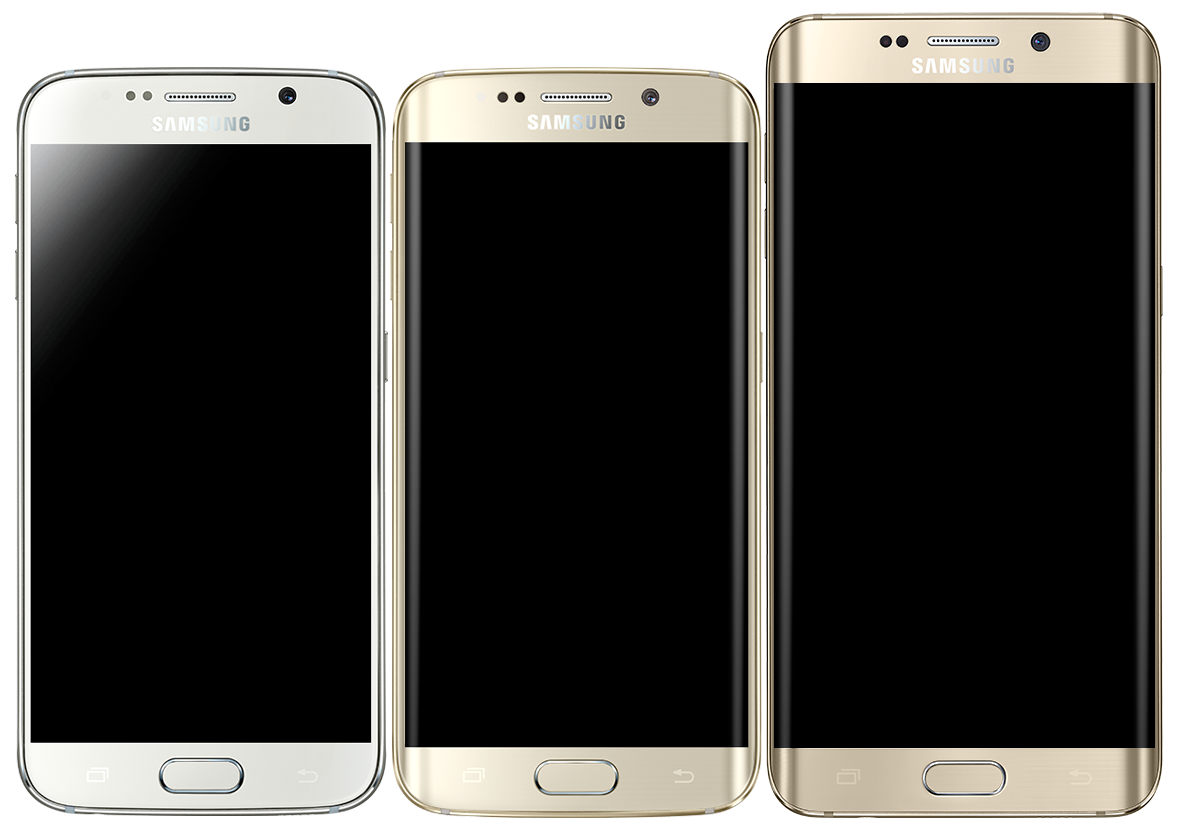
2015년 삼성 갤럭시 S6 시리즈

### 삼성 갤럭시 S6
삼성 갤럭시 S6 시리즈는 갤럭시 S 시리즈의 실용성 지향적이지 않고 패션 지향적인 방향을 보여준다. 이 시리즈는 삼성 갤럭시 S6, 삼성 갤럭시 S6 엣지, 삼성 갤럭시 S6 엣지+, 그리고 삼성 갤럭시 S6 액티브 네 가지 휴대폰으로 구성된다. 삼성은 2015년 3월 1일에 갤럭시 S6와 갤럭시 S6 엣지를 처음 발표했다. 2015년 8월 13일, 삼성은 갤럭시 노트5와 함께 갤럭시 S6 엣지+를 발표했다. 갤럭시 S6 시리즈는 퀄컴 고속 충전 2.0을 사용하여 최대 15와트로 휴대폰을 빠르게 충전하는 기능, 가상 현실 (갤럭시 기어 VR과 호환), "스마트 매니저" 기능, 그리고 테마로 인터페이스를 사용자 정의하는 기능을 추가하여 이전 모델을 개선했다. 또한 새로운 금속 및 유리 재질을 특징으로 한다.
기능 제거
갤럭시 S6 시리즈는 마이크로SD 카드 슬롯, 모바일 고선명 링크 (MHL) 지원, 방수, 에어 제스처 제어, 에어 뷰, 스마트 일시 정지, 스마트 회전, 스마트 스크롤, 한 손 조작 모드, 장갑 사용을 위한 정전식 터치스크린의 감도 증가, USB 3.0 지원 등 이전 모델의 여러 기능, 특히 일부 장기 핵심 기능을 제거했다. 또한 갤럭시 S6와 갤럭시 S6 엣지의 배터리는 갤럭시 S5의 배터리보다 작고 최종 사용자가 교체할 수 없다.
당시 삼성의 제품 전략 담당 부사장 저스틴 데니슨은 언팩 2015 에피소드 1 기조연설 행사에서 "소비자들이 휴대폰 충전에 자신감을 가질 수 있게 되었으니" 내장 배터리를 선택했다고 언급했다. 전년도에 갤럭시 S5의 삼성 광고는 아이폰의 교체 불가능한 배터리를 조롱하며, 벽 충전에 대한 끊임없는 의존성을 이유로 아이폰 사용자를 "벽에 붙어 사는 사람들"이라고 지칭했다.
카메라
후면 카메라에 광학 이미지 안정화 기능을 탑재한 최초의 메인 모델 휴대폰이며, 더 밝은 f/1.9 조리개로 사진 및 동영상 녹화 시 저조도 성능을 향상시켰다. 전용 카메라 퀵 런처 (홈 버튼 두 번 누르기)를 갖춘 최초의 삼성 휴대폰이자, 갤러리 소프트웨어를 통해 접근 가능한 사전 포함된 편집 소프트웨어에서 편집할 수 있는 오디오 및 원래 프레임 레이트 (초당 120 프레임)의 슬로 모션 비디오를 캡처하는 최초의 삼성 플래그십 기기이기도 하다.
기타
갤럭시 S6는 나노 유심 카드를 사용하는 갤럭시 S 시리즈의 최초 휴대폰이다. 이전 갤럭시 휴대폰은 마이크로 유심 카드 또는 "표준" (미니 유심) 카드를 사용했다.
갤럭시 노트5와 동시에 출시된 S6 엣지 플러스는 리모컨으로 사용할 수 있는 적외선 송신기가 없다.
- 디스플레이: 5.1인치 슈퍼 AMOLED (갤럭시 S6 및 갤럭시 S6 엣지); 5.7인치 슈퍼 AMOLED (갤럭시 S6 엣지+)
- 해상도: 1440x2560 픽셀
- 프로세서: 삼성 엑시노스 7 옥타 7420
- 저장 공간: 32 / 64 / 128 GB
- RAM: 3 GB (갤럭시 S6 및 갤럭시 S6 엣지); 4 GB (갤럭시 S6 엣지+)
- 카메라: 후면: 1600만 화소, 1배 줌, 30 fps의 3840x2160p (4K UHD) 비디오, 30/60 fps의 1080p (풀 HD) 또는 120 fps의 슬로 모션 720p (HD); 전면: 500만 화소, 30 fps의 1440p (QHD)
- 배터리: 2550 mAh (갤럭시 S6); 2600 mAh (갤럭시 S6 엣지); 3000 mAh (갤럭시 S6 엣지+), 3500 mAh (갤럭시 S6 액티브) (교체 불가)

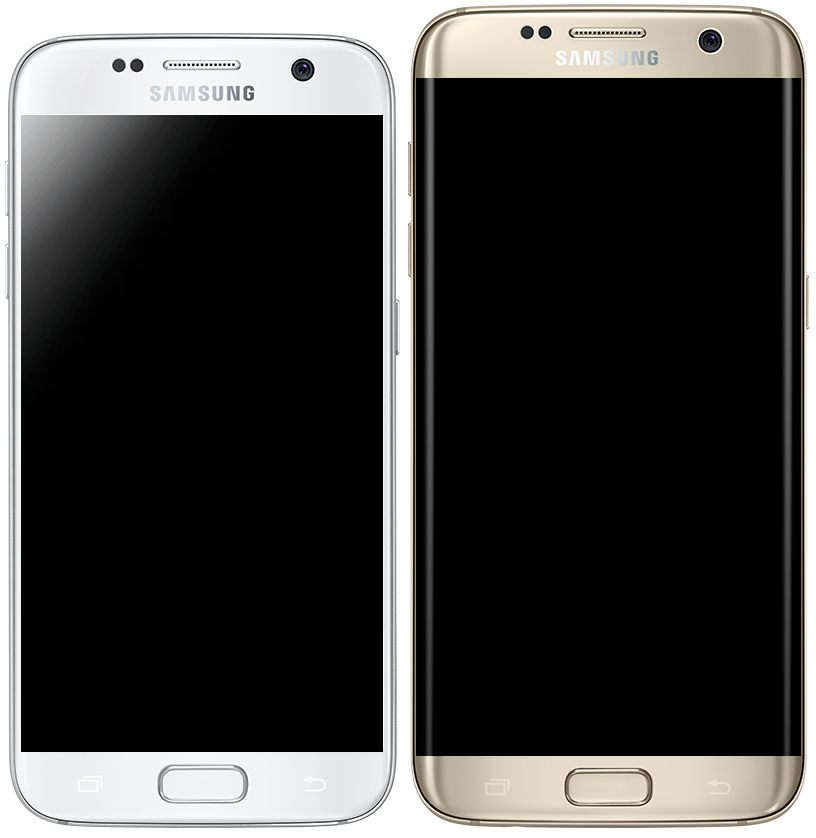
2016년 삼성 갤럭시 S7 및 S7 엣지

### 삼성 갤럭시 S7
삼성 갤럭시 S7, 삼성 갤럭시 S7 엣지, 그리고 삼성 갤럭시 S7 액티브로 구성된 삼성 갤럭시 S7 시리즈는 2016년 2월 21일에 발표되었다. 이들은 화면이 꺼져 있을 때 선택적으로 정보를 표시하는 올웨이즈 온 디스플레이, 더 빠른 자동 초점을 위한 "듀얼 픽셀" 카메라 기능, 그리고 향상된 저조도 사진을 추가하여 갤럭시 S6를 개선했다.
방수 기능과 마이크로SD 카드 리더가 다시 추가되었는데, 이 두 기능은 갤럭시 S5에는 있었고 갤럭시 S 라인의 모든 이전 모델에도 있었지만, 갤럭시 S6에는 없었다. 그러나 IR 블래스터는 갤럭시 S7에서 제거되었다. 한 손 조작 모드는 S6에서 제거된 후 다시 추가되었지만, S5에 있던 화면 버튼 및 단축키는 없다.
카메라
갤럭시 S7의 카메라는 1200만 화소로, 갤럭시 S6의 1600만 화소보다 낮아졌는데, 이는 이미지 센서의 픽셀 크기를 키워 동일한 조건에서 더 많은 빛을 포착하기 위함이다.
후면 카메라의 조리개는 f/1.7로, 당시 카메라폰 중 가장 밝은 조리개였다.
전면 카메라도 갤럭시 S6와 동일한 해상도 (2592×1944 사진; 2560×1440p 동영상)를 가졌지만, 갤럭시 S6의 f/1.9에 비해 더 밝은 f/1.7 조리개를 갖췄다.
이전 기기에서 2160p 동영상에 존재하던 5분 시간 제한이 제거되었다.
저장 공간미국과 일부 유럽 시장에서는 최저 저장 옵션인 32 GB만 출고되었는데, 이는 2009년 삼성 옴니아 II 플래그십 모델이 최대 16 GB로 출시된 이후 7년 만에 내부 저장 용량이 두 배로 늘어났을 뿐이라는 의미이다.
- 디스플레이: 5.1인치 슈퍼 AMOLED (갤럭시 S7); 5.5인치 슈퍼 AMOLED (갤럭시 S7 엣지)
- 해상도: 1440x2560
- 프로세서: 삼성 엑시노스 8890 또는 퀄컴 스냅드래곤 820
- 저장 공간: 32 / 64 / 128 GB (확장 가능)
- RAM: 4 GB
- 카메라: 후면: 1200만 화소, 1배 줌, 30 fps의 3840x2160p (4K UHD) 비디오, 30/60 fps의 1080p (풀 HD) 또는 240 fps의 슬로 모션 720p (HD); 전면: 500만 화소, 30 fps의 1440p (QHD)
- 배터리: 3000 mAh (갤럭시 S7); 3600 mAh (갤럭시 S7 엣지) (교체 불가)

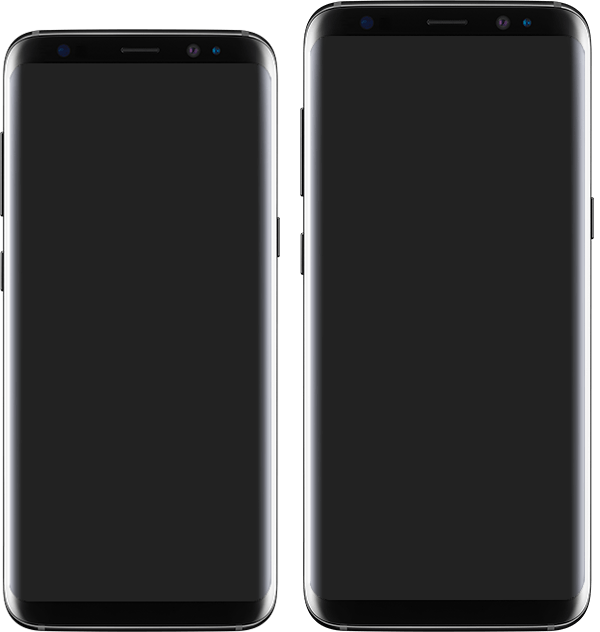
2017년 삼성 갤럭시 S8 및 S8+

### 삼성 갤럭시 S8
삼성은 2017년 3월 27일에 삼성 갤럭시 S8과 삼성 갤럭시 S8+ 스마트폰을 발표했다. 이들은 갤럭시 S7 폰에는 없었던 홍채 스캐너를 탑재했다. S 보이스는 빅스비로 대체되었다. 또한 마이크로 USB 포트는 USB-C 3.0 포트로 교체되었고, 물리적인 홈 버튼과 정전식 버튼은 온스크린 키로 대체되었다. 이전 갤럭시 S 시리즈 스마트폰들은 모두 16:9 화면비를 특징으로 했으나 갤럭시 S8에서 처음으로 변경되었다. 삼성 DeX라는 새로운 기능이 추가되어, 모니터에 연결하면 데스크톱 사용자 인터페이스를 사용할 수 있다.
- 디스플레이: 5.8인치 슈퍼 AMOLED (갤럭시 S8); 6.2인치 슈퍼 AMOLED (갤럭시 S8+), 18.5:9 화면비
- 해상도: 1440x2960
- 프로세서: 삼성 엑시노스 8895 또는 퀄컴 스냅드래곤 835
- 저장 공간: 64 GB (확장 가능)
- RAM: 4 GB
- 카메라: 후면: 1200만 화소, 1배 줌, 30 fps의 3840x2160p (4K UHD) 비디오, 30/60 fps의 1080p (풀 HD) 또는 240 fps의 슬로 모션 720p (HD); 전면: 800만 화소, 30 fps의 1440p (QHD)
- 배터리: 3000 mAh (갤럭시 S8); 3500 mAh (갤럭시 S8+) (교체 불가)

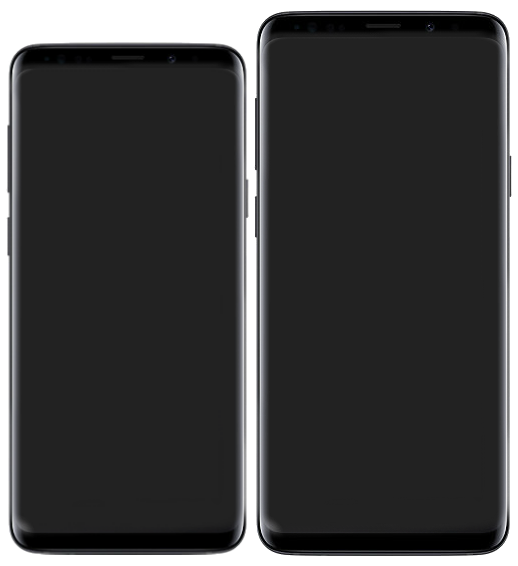
2018년 삼성 갤럭시 S9 및 S9+

### 삼성 갤럭시 S9
삼성 갤럭시 S9와 삼성 갤럭시 S9+는 2018년 2월 25일 모바일 월드 콩그레스에서 공개되었으며, 개선된 카메라, 재설계된 후면 패널 및 향상된 내부 부품을 특징으로 한다. 후면 지문 스캐너는 후면 카메라 아래로 재배치되었고, 이어폰은 스테레오 사운드를 위한 추가 스피커가 되었다.
갤럭시 S9는 삼성의 플래그십 폰 중 최초로 초당 60프레임(이전 갤럭시 S5부터 S8까지의 두 배)으로 2160p(4K) 동영상 녹화, 초당 240프레임(S5부터 S8까지의 네 배)으로 1080p 동영상 녹화, 그리고 제한된 시간 동안 초당 960프레임으로 슈퍼 슬로 모션을 지원한다. 처음 두 프레임 레이트는 2014년 삼성 갤럭시 S5 이후 시리즈에서 처음으로 증가한 것이다.
이 카메라에는 f/1.5와 f/2.4 사이를 전환할 수 있는 가변 조리개가 있어, 2009년 노키아 N86 이후 가변 조리개 카메라를 탑재한 최초의 휴대폰이 되었다. 이후 소프트웨어 업데이트를 통해 갤럭시 노트9에서 처음 구현된 눈 깜빡임, 흐림 등 사진 결함에 대해 사용자에게 경고하는 기능이 추가되었다.
- 디스플레이: 5.8인치 슈퍼 AMOLED (갤럭시 S9); 6.2인치 슈퍼 AMOLED (갤럭시 S9+), 18.5:9 화면비
- 해상도: 1440x2960 픽셀
- 프로세서: 삼성 엑시노스 9810 또는 퀄컴 스냅드래곤 845
- 저장 공간: 64 / 128 / 256 GB (확장 가능)
- RAM: 4 GB (갤럭시 S9), 6 GB (갤럭시 S9+)
- 카메라: (갤럭시 S9) 후면: 1200만 화소 (광각), 1배 줌, 30/60 fps의 3840x2160p (4K UHD) 비디오, 30/60 fps의 1080p (풀 HD), 240 fps의 슬로 모션 1080p 또는 960 fps의 슬로 모션 720p (HD); 전면: 800만 화소, 30 fps의 1440p (QHD). (갤럭시 S9+) 후면: 1200만 화소 (광각), 1배 줌, 1200만 화소 (망원), 2배 줌; 30/60 fps의 3840x2160p (4K UHD) 비디오, 30/60 fps의 1080p (풀 HD), 240 fps의 슬로 모션 1080p 또는 960 fps의 슬로 모션 720p (HD); 전면: 800만 화소, 30 fps의 1440p (QHD)
- 배터리: 3000 mAh (갤럭시 S9); 3500 mAh (갤럭시 S9+) (교체 불가)

### 삼성 갤럭시 S10
삼성은 S 시리즈 출시 10주년을 기념하여 2019년 2월 20일에 삼성 갤럭시 S10e, 삼성 갤럭시 S10, 삼성 갤럭시 S10+ 및 삼성 갤럭시 S10 5G로 구성된 삼성 갤럭시 S10 시리즈를 발표했다. 갤럭시 S10 시리즈는 초음파 디스플레이 내 지문 스캐너, 초광각 렌즈, 역무선 충전, 5G 및 삼성의 첫 번째 홀 펀치 셀카 카메라 디자인과 같은 많은 새로운 기능을 도입했다. 갤럭시 S10 시리즈는 안드로이드 9 파이와 함께 One UI 소프트웨어를 처음 선보였다. 2020년 1월, 갤럭시 S10 라이트가 출시되었는데, S10의 중급형 변형 모델로 동일한 카메라와 성능을 제공하지만 기능이 더 적고, (다른 S10 시리즈에는 없는) 인피니티 디스플레이가 재도입되었으며, 2011년 갤럭시 S II 이후 사용되던 중앙 카메라 배치 대신 재설계된 후면 카메라 설정이 적용되었다. 갤럭시 S10 시리즈의 화면비는 갤럭시 S8 시리즈와 달라졌다. 갤럭시 S10 라이트는 다른 갤럭시 S10 시리즈와 달리 20:9 화면비를 특징으로 했다. 갤럭시 S5 이후 처음으로, 이 시리즈는 후면 패널에 플라스틱을 다시 사용했으며, 이는 같은 해 A 시리즈와 기본형 갤럭시 노트에서도 볼 수 있었다. 유일한 예외는 여전히 유리 후면 패널을 가진 플러스 모델과 S10 5G이다.
S10 5G와 S10 라이트가 지원하는 15와트 이상의 충전 속도는 2014년 삼성 갤럭시 노트4 이후 삼성 플래그십 스마트폰에서 처음으로 증가한 것이다.
삼성 갤럭시 S10e
- 디스플레이: 5.8인치 다이내믹 AMOLED, 19:9 화면비
- 해상도: 2280×1080 픽셀
- 프로세서: 삼성 엑시노스 9820 또는 퀄컴 스냅드래곤 855
- 저장 공간: 128 / 256 GB (확장 가능)
- RAM: 6 / 8 GB
- 카메라: 후면: 1200만 화소 (광각), 1배 줌, 1600만 화소 (초광각), 0.5배 줌; 30/60 fps의 3840x2160p (4K UHD) 비디오, 30/60 fps의 1080p (풀 HD), 240 fps의 슬로 모션 1080p 또는 960 fps의 슬로 모션 720p (HD); 전면: 1000만 화소, 30/60 fps의 3840x2160p (4K UHD), 30 fps의 1080p (풀 HD)
- 배터리: 3,100 mAh (교체 불가)
- 도입된 기능: 측면 지문 센서, 듀얼 후면 카메라, 인피니티-O 디스플레이, HDR10+ 비디오 녹화, 역무선 충전 (Qi 인증), Wi-Fi 6

삼성 갤럭시 S10
- 디스플레이: 6.1인치 다이내믹 AMOLED, 19:9 화면비
- 해상도: 3040×1440 픽셀
- 프로세서: 삼성 엑시노스 9820 또는 퀄컴 스냅드래곤 855
- 저장 공간: 128 / 512 GB (확장 가능)
- RAM: 8 GB
- 카메라: 후면: 1200만 화소 (광각), 1배 줌, 1200만 화소 (망원), 2배 줌, 1600만 화소 (초광각), 0.5배 줌; 30/60 fps의 3840x2160p (4K UHD) 비디오, 30/60 fps의 1080p (풀 HD), 240 fps의 슬로 모션 1080p 또는 960 fps의 슬로 모션 720p (HD); 전면: 1000만 화소, 30/60 fps의 3840x2160p (4K UHD), 30 fps의 1080p (풀 HD)
- 배터리: 3,400 mAh (교체 불가)
- 도입된 기능: 초음파 지문 센서, 트리플 후면 카메라, 인피니티-O 디스플레이, HDR10+ 비디오 녹화, 역무선 충전 (Qi 인증), Wi-Fi 6

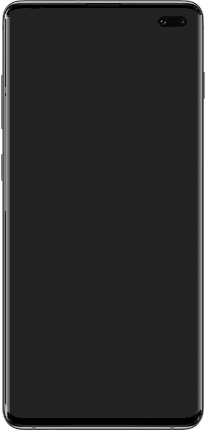
삼성 갤럭시 S10+
- 디스플레이: 6.4인치 다이내믹 AMOLED, 19:9 화면비
- 해상도: 3040×1440 픽셀
- 프로세서: 삼성 엑시노스 9820 또는 퀄컴 스냅드래곤 855
- 저장 공간: 128 / 512 GB / 1 TB (확장 가능)
- RAM: 8 / 12 GB
- 카메라: 후면: 1200만 화소 (광각), 1배 줌, 1200만 화소 (망원), 2배 줌, 1600만 화소 (초광각), 0.5배 줌; 30/60 fps의 3840x2160p (4K UHD) 비디오, 30/60 fps의 1080p (풀 HD), 240 fps의 슬로 모션 1080p 또는 960 fps의 슬로 모션 720p (HD); 전면: 1000만 화소 (메인), 800만 화소 (보조); 30/60 fps의 3840x2160p (4K UHD), 30 fps의 1080p (풀 HD)
- 배터리: 4,100 mAh (교체 불가)
- 도입된 기능: 초음파 지문 센서, 트리플 후면 카메라, 듀얼 전면 카메라, 인피니티-O 디스플레이, HDR10+ 비디오 녹화, 역무선 충전 (Qi 인증), Wi-Fi 6

삼성 갤럭시 S10 5G
- 디스플레이: 6.7인치 다이내믹 AMOLED, 19:9 화면비
- 해상도: 3040×1440 픽셀
- 프로세서: 삼성 엑시노스 9820 또는 퀄컴 스냅드래곤 855
- 저장 공간: 256 / 512 GB (확장 불가)
- RAM: 8 GB
- 카메라: 후면: 1200만 화소 (광각), 1배 줌, 1200만 화소 (망원), 2배 줌, 1600만 화소 (초광각), 0.5배 줌, ToF (비행 시간); 30/60 fps의 3840x2160p (4K UHD) 비디오, 30/60 fps의 1080p (풀 HD), 240 fps의 슬로 모션 1080p 또는 960 fps의 슬로 모션 720p (HD); 전면: 1000만 화소 (메인), 800만 화소 (보조) ToF (비행 시간); 30/60 fps의 3840x2160p (4K UHD), 30 fps의 1080p (풀 HD)
- 배터리: 4,500 mAh (교체 불가)
- 도입된 기능: 초음파 지문 센서, 쿼드 후면 카메라, 듀얼 전면 카메라, 인피니티-O 디스플레이, HDR10+ 비디오 녹화, 역무선 충전 (Qi 인증), Wi-Fi 6

삼성 갤럭시 S10 라이트
- 디스플레이: 6.7인치 슈퍼 AMOLED, 20:9 화면비
- 해상도: 2400×1080 픽셀
- 프로세서: 퀄컴 스냅드래곤 855
- 저장 공간: 128 GB (확장 가능)
- RAM: 6 / 8 GB
- 카메라: 후면: 4800만 화소 (광각), 1배 줌, 1200만 화소 (초광각), 0.5배 줌, 500만 화소 (매크로), 1배 줌; 30/60 fps의 3840x2160p (4K UHD) 비디오, 30/60 fps의 1080p (풀 HD) 또는 240 fps의 슬로 모션 1080p; 전면: 3200만 화소, 30fps의 1080p (풀 HD)
- 배터리: 4,500 mAh (교체 불가)
- 도입된 기능: 광학 지문 센서, 트리플 후면 카메라, 인피니티-O 디스플레이, HDR10+ 비디오 녹화, 25W 초고속 충전, 매크로 카메라 렌즈, Wi-Fi 6

### 삼성 갤럭시 S20
삼성은 2020년 2월 11일에 삼성 갤럭시 S20, 삼성 갤럭시 S20+, 삼성 갤럭시 S20 울트라로 구성된 삼성 갤럭시 S20 시리즈를 발표했다. 2020년 10월에는 S20의 중급형 변형 모델인 삼성 갤럭시 S20 FE가 출시되었는데, 유사한 카메라와 성능을 제공하지만 기능이 더 적다. 또 다른 변형 모델은 군사용으로 제작된 삼성 갤럭시 S20 택티컬 에디션이다. 갤럭시 S20 시리즈는 20:9 화면비를 가진 120 Hz 화면 재생 빈도 디스플레이를 특징으로 한다.
S20 시리즈는 S20 FE를 제외하고 8K 동영상 녹화(7680×4320p) 기능을 갖춘 최초의 삼성 휴대폰이며, 이 시리즈에서 처음으로 모든 모델이 3.5mm 오디오 커넥터 (일명 "헤드폰 잭")를 탑재하지 않았다. 이전 모델인 갤럭시 S10 시리즈는 5G와 라이트 모델에서 헤드폰 잭을 제거했지만, S10e, 기본 S10, S10+에서는 유지되었다. 하지만 이전 기조연설에서 삼성 대표는 무대에서 애플 아이폰 7의 헤드폰 잭 부재를 조롱했다. 또한 이 시리즈는 플러스 및 5G/울트라 모델에 유리 후면 패널을 유지했던 이전 모델과 달리 모든 모델에 플라스틱을 사용한 최초의 S 시리즈이다.
삼성 갤럭시 S20

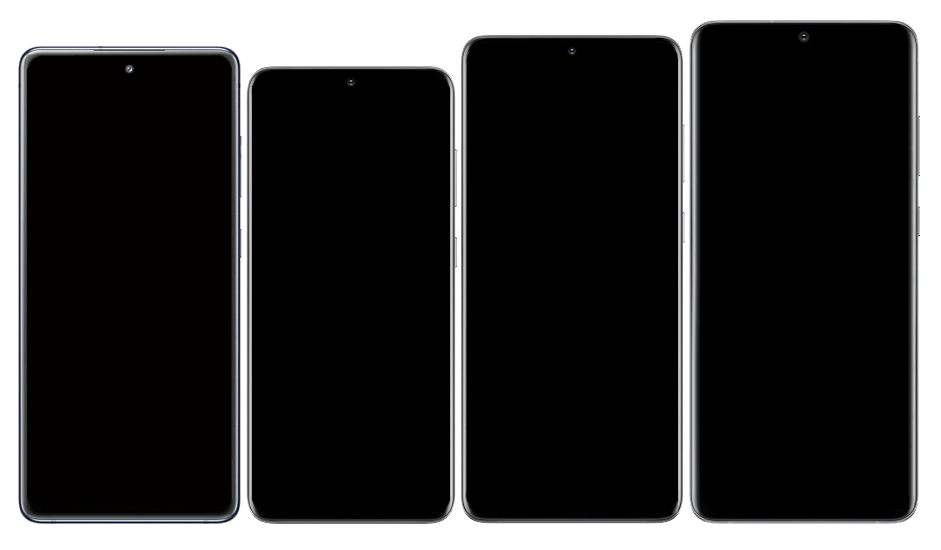
2020년 삼성 갤럭시 S20 라인업

- 디스플레이: 6.2인치 다이내믹 AMOLED 2X 120Hz, 20:9 화면비
- 해상도: 3200×1440 픽셀
- 프로세서: 삼성 엑시노스 990 또는 퀄컴 스냅드래곤 865
- 저장 공간: 128 GB
- RAM: 8 GB (4G LTE); 12 GB (5G)
- 카메라: 후면: 1200만 화소 (광각), 1배 줌, 6400만 화소 (망원), 3배 줌, 1200만 화소 (초광각), 0.6배 줌; 24 fps의 7680x4320 (8K), 30/60 fps의 3840x2160p (4K UHD) 비디오, 30/60 fps의 1080p (풀 HD), 240 fps의 슬로 모션 1080p 또는 960 fps의 슬로 모션 720p (HD); 전면: 1000만 화소, 30/60 fps의 3840x2160p (4K UHD), 30 fps의 1080p (풀 HD)
- 배터리: 4,000 mAh
- 도입된 기능: 8K 비디오 녹화, 120 Hz 화면 재생 빈도, 트리플 후면 카메라, 인피니티-O 디스플레이, HDR10+ 비디오 녹화, USB 3.2, 5G 연결, 25W 초고속 충전

삼성 갤럭시 S20+
- 디스플레이: 6.7인치 다이내믹 AMOLED 2X 120Hz, 20:9 화면비
- 해상도: 3200×1440 픽셀
- 프로세서: 삼성 엑시노스 990 또는 퀄컴 스냅드래곤 865
- 저장 공간: 128 GB (4G LTE/5G); 256 GB (5G); 512 GB (5G)
- RAM: 8 GB (4G LTE); 12 GB (5G)
- 카메라: 후면: 1200만 화소 (광각), 1배 줌, 6400만 화소 (망원), 3배 줌, 1200만 화소 (초광각), 0.6배 줌, ToF (비행 시간); 24 fps의 7680x4320 (8K), 30/60 fps의 3840x2160p (4K UHD) 비디오, 30/60 fps의 1080p (풀 HD), 240 fps의 슬로 모션 1080p 또는 960 fps의 슬로 모션 720p (HD); 전면: 1000만 화소, 30/60 fps의 3840x2160p (4K UHD), 30 fps의 1080p (풀 HD)
- 배터리: 4,500 mAh (교체 불가)
- 도입된 기능: 8K 비디오 녹화, 120 Hz 화면 재생 빈도, 쿼드 후면 카메라, 3D 심도 카메라, 인피니티-O 디스플레이, HDR10+ 비디오 녹화, USB 3.2, 5G 연결, 25W 초고속 충전

삼성 갤럭시 S20 울트라 5G
- 디스플레이: 6.9인치 다이내믹 AMOLED 2X 120Hz, 20:9 화면비, 인피니티-O 디스플레이, 511 ppi, HDR10+ 인증
- 해상도: 3200×1440 픽셀
- 프로세서: 삼성 엑시노스 990 또는 퀄컴 스냅드래곤 865
- 저장 공간: 128 / 256 / 512 GB
- RAM: 12 / 16 GB
- OS: 안드로이드 10
- 방수: IP68
- 크기: 166.9 x 76.0 x 8.8mm
- 무게: 220g
- 색상: 코스믹 블랙, 코스믹 그레이
- 카메라: 후면: 1억 800만 화소 (광각), 1배 줌, 4800만 화소 (망원), 3배 줌, 1200만 화소 (초광각), 0.6배 줌, ToF (비행 시간); 24 fps의 7680x4320 (8K), 30/60 fps의 3840x2160p (4K UHD) 비디오, 30/60 fps의 1080p (풀 HD), 240 fps의 슬로 모션 1080p 또는 960 fps의 슬로 모션 720p (HD); 전면: 4000만 화소, 30/60 fps의 3840x2160p (4K UHD), 30 fps의 1080p (풀 HD)
- 배터리: 5000mAh (일반)
- 도입된 기능: 8K 비디오 녹화, 120 Hz 화면 재생 빈도, 트리플 후면 카메라, 3D 심도 카메라, 인피니티-O 디스플레이, HDR10+ 비디오 녹화, USB 3.2, 5G 연결, 45W 초고속 충전
- 네트워크 및 연결: 5G- 5G 비독립형 (NSA), 독립형 (SA), Sub6 / mmWave, LTE-향상된 4x4 MIMO, 최대 7CA, LTE Cat.20

최대 2.0 Gbps 다운로드 / 최대 150 Mbps 업로드, Wi-Fi-Wi-Fi 802.11 a/b/g/n/ac/ax 2.4G+5 GHz, HE80, MIMO, 1024-QAM 최대 1.2 Gbps 다운로드 / 최대 1.2 Gbps 업로드, Bluetooth- Bluetooth® v 5.0, ANT+, USB type-C, NFC, 위치 (GPS, Galileo, Glonass, BeiDou)
삼성 갤럭시 S20 FE
- 디스플레이: 6.5인치 슈퍼 AMOLED 120Hz, 20:9 화면비
- 해상도: 2400×1080 픽셀
- 프로세서: 삼성 엑시노스 990 (4G) 또는 퀄컴 스냅드래곤 865 (5G)
- 저장 공간: 256 GB (확장 가능)
- RAM: 8 GB (스냅드래곤 5G 에디션: 6 GB)
- 카메라: 후면: 1200만 화소 (광각), 1배 줌, 800만 화소 (망원), 3배 줌, 1200만 화소 (초광각), 0.6배 줌, 30/60 fps의 3840x2160p (4K UHD) 비디오, 30/60 fps의 1080p (풀 HD); 전면: 3200만 화소, 30/60 fps의 3840x2160p (4K UHD) 비디오, 30/60 fps의 1080p (풀 HD)
- 배터리: 4,500 mAh (교체 불가)
- 도입된 기능: 120 Hz 화면 재생 빈도, 800만 화소 망원 카메라, 트리플 후면 카메라, 인피니티-O 디스플레이, HDR10+ 비디오 녹화, Wi-Fi 6, 5G 연결, 25W 초고속 충전

### 삼성 갤럭시 S21

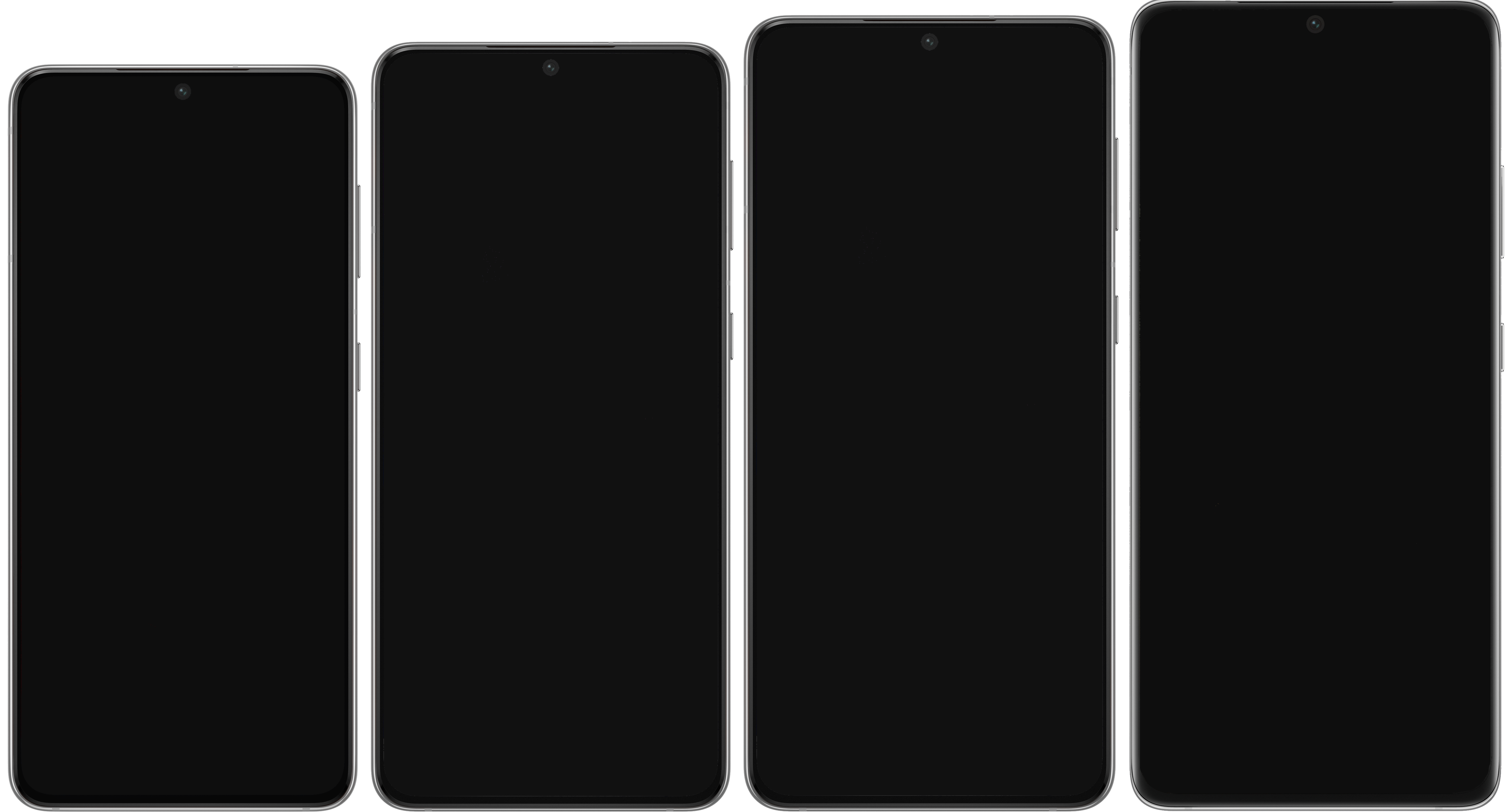
2021년 삼성 갤럭시 S21 시리즈

삼성은 2021년 1월 14일에 삼성 갤럭시 S21, 삼성 갤럭시 S21+, 그리고 삼성 갤럭시 S21 울트라로 구성된 삼성 갤럭시 S21 시리즈를 발표했다. 이들은 출시 시점에 5G 모델만 출시된 최초의 S 시리즈 라인업이다. 2022년 1월 4일에는 S21의 중급형 변형 모델인 삼성 갤럭시 S21 FE가 출시되었는데, 유사한 카메라와 성능을 제공하지만 기능이 더 적다.
이 스마트폰들은 갤럭시 S6 시리즈, 갤럭시 S10 라이트, 그리고 S10 및 S20의 플러스 및 5G/울트라 모델을 제외한 이전 갤럭시 S 시리즈 전체에 탑재되었던 마이크로SD 확장 저장 공간이 없다. S20 시리즈, S10 5G 및 S10 라이트와 마찬가지로 S21에는 헤드폰 잭이 없다.
이것은 "S펜" 스타일러스를 지원하는 최초의 S 시리즈 폰이다. S21 울트라에서 지원되며, 이는 노트 시리즈의 독점 기능이었지만, S21 울트라에는 노트의 기기 내 스타일러스 수납 공간이 없다. 이 시리즈는 또한 10–120 Hz까지 조절 가능한 적응형 화면 재생 빈도를 특징으로 한다. S21 시리즈는 또한 이전 갤럭시 폰에 NFC 없이 결제를 가능하게 했던 삼성 페이에서 사용되던 MST 기술을 제외했다.
삼성 갤럭시 S21
- 디스플레이: 6.2인치 다이내믹 AMOLED 2X 48-120hz (적응형), 20:9 화면비
- 해상도: 2400×1080 픽셀
- 프로세서: 삼성 엑시노스 2100 또는 퀄컴 스냅드래곤 888
- 저장 공간: 128 / 256 GB (확장 불가)
- RAM: 8 GB
- 카메라: 후면: 1200만 화소 (광각), 1배 줌, 6400만 화소 (망원), 3배 줌, 1200만 화소 (초광각), 0.6배 줌; 24 fps의 7680x4320 (8K), 30/60 fps의 3840x2160p (4K UHD) 비디오, 30/60 fps의 1080p (풀 HD), 240 fps의 슬로 모션 1080p 또는 960 fps의 슬로 모션 720p (HD); 전면: 1000만 화소, 30/60 fps의 3840x2160p (4K UHD), 30 fps의 1080p (풀 HD)
- 배터리: 4000 mAh (교체 불가)

삼성 갤럭시 S21+
- 디스플레이: 6.7인치 다이내믹 AMOLED 2X 48-120Hz (적응형), 20:9 화면비
- 해상도: 2400×1080 픽셀
- 프로세서: 삼성 엑시노스 2100 또는 퀄컴 스냅드래곤 888
- 저장 공간: 128 / 256 GB (확장 불가)
- RAM: 8 GB
- 카메라: 후면: 1200만 화소 (광각), 1배 줌, 6400만 화소 (망원), 3배 줌, 1200만 화소 (초광각), 0.6배 줌; 24 fps의 7680x4320 (8K), 30/60 fps의 3840x2160p (4K UHD) 비디오, 30/60 fps의 1080p (풀 HD), 240 fps의 슬로 모션 1080p 또는 960 fps의 슬로 모션 720p (HD); 전면: 1000만 화소, 30/60 fps의 3840x2160p (4K UHD), 30 fps의 1080p (풀 HD)
- 배터리: 4800 mAh (교체 불가)

삼성 갤럭시 S21 울트라
- 디스플레이: 6.8인치 다이내믹 AMOLED 2X 10-120Hz (적응형), 20:9 화면비
- 해상도: 3200×1440 픽셀
- 프로세서: 삼성 엑시노스 2100 또는 퀄컴 스냅드래곤 888
- 저장 공간: 128 / 256 / 512 GB (확장 불가)
- RAM: 12 / 16 GB
- 카메라: 후면: 1억 800만 화소 (광각), 1배 줌, 1000만 화소 (망원), 3배 줌, 1000만 화소 (망원), 10배 줌, 1200만 화소 (초광각), 0.6배 줌, 레이저 AF (자동 초점); 24 fps의 7680x4320 (8K), 30/60 fps의 3840x2160p (4K UHD) 비디오, 30/60 fps의 1080p (풀 HD), 240 fps의 슬로 모션 1080p 또는 960 fps의 슬로 모션 720p (HD); 전면: 4000만 화소, 30/60 fps의 3840x2160p (4K UHD), 30 fps의 1080p (풀 HD)
- 배터리: 5000 mAh (교체 불가)

삼성 갤럭시 S21 FE
- 디스플레이: 6.4인치 다이내믹 AMOLED 2X 60/120Hz, 20:9 화면비
- 해상도: 2340×1080 픽셀
- 프로세서: 삼성 엑시노스 2100 또는 퀄컴 스냅드래곤 888
- 저장 공간: 128 / 256 GB (확장 불가)
- RAM: 6 / 8 GB
- 카메라: 후면: 1200만 화소 (광각), 1배 줌, 800만 화소 (망원), 3배 줌, 1200만 화소 (초광각), 0.6배 줌, 30/60 fps의 3840x2160p (4K UHD) 비디오, 30/60 fps의 1080p (풀 HD), 240 fps의 슬로 모션 1080p 또는 960 fps의 슬로 모션 720p (HD); 전면: 3200만 화소, 30/60 fps의 3840x2160p (4K UHD) 비디오, 30/60 fps의 1080p (풀 HD)
- 배터리: 4500 mAh (교체 불가)

### 삼성 갤럭시 S22

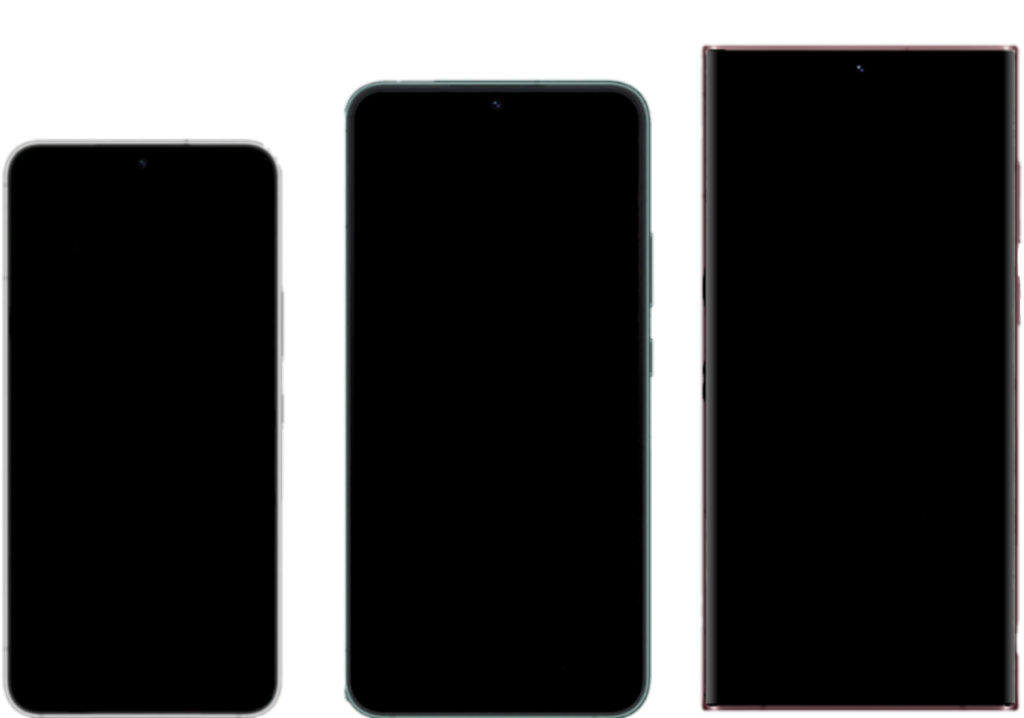
2022년 삼성 갤럭시 S22 시리즈

삼성은 2022년 2월 9일에 삼성 갤럭시 S22, 삼성 갤럭시 S22+, 그리고 삼성 갤럭시 S22 울트라로 구성된 삼성 갤럭시 S22 시리즈를 발표했다. 갤럭시 S22 시리즈는 화면비를 다시 19.5:9로 변경했다. 갤럭시 S22, S22+, S22 울트라는 S10-S21 시리즈에 없었던 유리 후면을 추가했으며, 프레임도 아이폰 12 시리즈와 유사하게 평평해졌다. 갤럭시 S22 울트라는 갤럭시 노트20 울트라와 더 유사한 디자인으로 큰 변화를 겪었다. S22 울트라에서는 갤럭시 S21 울트라에 없었던 S펜 내장 기능이 도입되었다. S22 울트라는 또한 화면 재생 빈도 적응성을 10–120 Hz에서 1–120 Hz로 변경했다. S22+와 S22 울트라 모두 충전 속도가 25W에서 45W로 업그레이드되었다. S22+와 S22 울트라는 디스플레이 밝기도 1750니트로 개선되었다. 아머 알루미늄과 고릴라 글래스 빅투스+도 S22 시리즈에 새로 도입되었다.
삼성 갤럭시 S22
- 디스플레이: 6.1인치 다이내믹 AMOLED 2X 48-120Hz (적응형), 19.5:9 화면비
- 해상도: 2340×1080 픽셀
- 프로세서: 삼성 엑시노스 2200 또는 퀄컴 스냅드래곤 8세대 1
- 저장 공간: 128 / 256 GB (확장 불가)
- RAM: 8 GB
- 카메라: 후면: 5000만 화소 (광각), 1배 줌, 1000만 화소 (망원), 3배 줌, 1200만 화소 (초광각), 0.6배 줌; 24 fps의 7680x4320 (8K), 30/60 fps의 3840x2160p (4K UHD) 비디오, 30/60 fps의 1080p (풀 HD), 240 fps의 슬로 모션 1080p 또는 960 fps의 슬로 모션 720p (HD); 전면: 1000만 화소, 30/60 fps의 3840x2160p (4K UHD), 30 fps의 1080p (풀 HD)
- 배터리: 3700 mAh (교체 불가)

삼성 갤럭시 S22+
- 디스플레이: 6.6인치 다이내믹 AMOLED 2X 48-120Hz (적응형), 19.5:9 화면비
- 해상도: 2340×1080 픽셀
- 프로세서: 삼성 엑시노스 2200 또는 퀄컴 스냅드래곤 8세대 1
- 저장 공간: 128 / 256 GB (확장 불가)
- RAM: 8 GB
- 카메라: 후면: 5000만 화소 (광각), 1배 줌, 1000만 화소 (망원), 3배 줌, 1200만 화소 (초광각), 0.6배 줌; 24 fps의 7680x4320 (8K), 30/60 fps의 3840x2160p (4K UHD) 비디오, 30/60 fps의 1080p (풀 HD), 240 fps의 슬로 모션 1080p 또는 960 fps의 슬로 모션 720p (HD); 전면: 1000만 화소, 30/60 fps의 3840x2160p (4K UHD), 30 fps의 1080p (풀 HD)
- 배터리: 4500 mAh (교체 불가)

삼성 갤럭시 S22 울트라
- 디스플레이: 17.31 cm (6.8") 전체 직사각형 / 17.25 cm (6.8") 둥근 모서리 다이내믹 AMOLED 2X 1-120Hz (적응형), 19.3:9 화면비, 색 심도: 16M
- OS: 안드로이드
- 해상도: 3088×1440 픽셀 (쿼드 HD+)
- 프로세서: 삼성 엑시노스 2200 또는 퀄컴 스냅드래곤 8세대 1 CPU 속도: 2.99 GHz, 2.4 GHz, 1.7 GHz CPU 유형: 옥타 코어
- 저장 공간: 128 / 256 / 512 GB / 1 TB (확장 불가)
- RAM: 8 / 12 GB
- 색상: 팬텀 화이트, 팬텀 블랙, 버건디, 그린
- S펜 지원: 예 (제스처/원격 제어)
- SIM 개수: 듀얼 SIM, SIM 슬롯 유형: SIM 1 + SIM 2 또는 eSIM
- 카메라: 후면: 1억 800만 화소 (광각), 1배 줌, 1000만 화소 (망원), 3배 줌, 1000만 화소 (망원), 10배 줌, 1200만 화소 (초광각), 0.6배 줌, 레이저 AF (자동 초점); 24 fps의 7680x4320 (8K), 30/60 fps의 3840x2160p (4K UHD) 비디오, 30/60 fps의 1080p (풀 HD), 240 fps의 슬로 모션 1080p 또는 960 fps의 슬로 모션 720p (HD); 전면: 4000만 화소, 30/60 fps의 3840x2160p (4K UHD), 30 fps의 1080p (풀 HD)
- 배터리: 5000 mAh (교체 불가)

### 삼성 갤럭시 S23

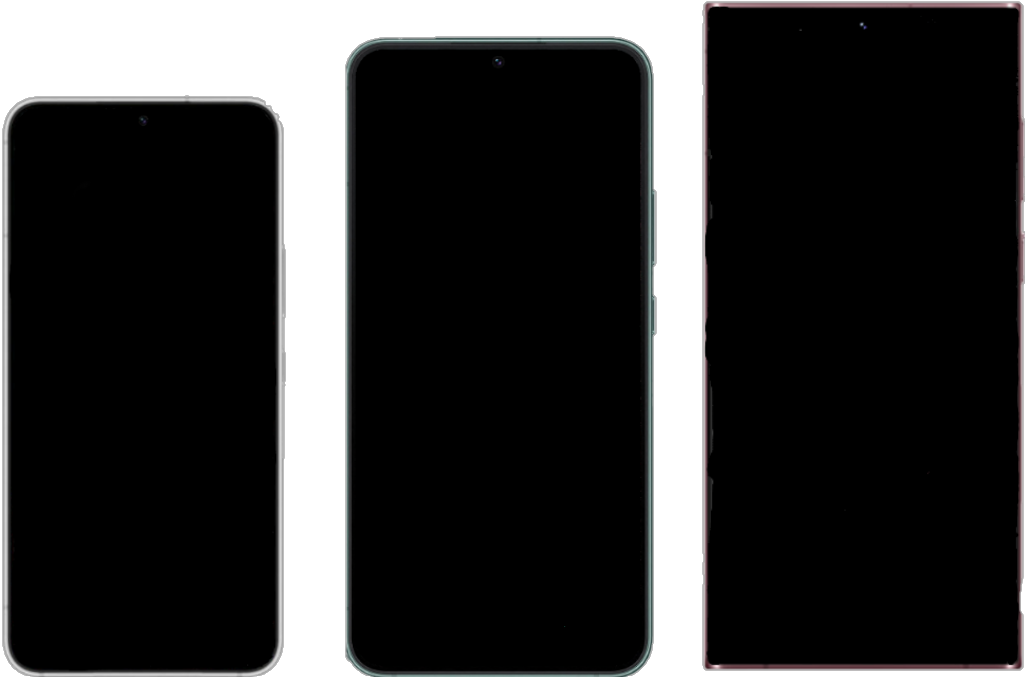
2023년 삼성 갤럭시 S23 시리즈

삼성은 2023년 2월 1일에 삼성 갤럭시 S23, 삼성 갤럭시 S23+, 그리고 삼성 갤럭시 S23 울트라로 구성된 삼성 갤럭시 S23 시리즈를 발표했다. 2023년 10월에는 S23의 중급형 변형 모델인 삼성 갤럭시 S23 FE가 출시되었는데, 유사한 카메라와 성능을 제공하지만 기능이 더 적다. 이전 갤럭시 S22 시리즈와 갤럭시 S23 시리즈는 동일한 라인업과 화면 크기를 공유한다. 새로운 갤럭시 S23 모델에는 HDR10+ 지원, 동적 톤 매핑 기술, 그리고 최대 1750니트의 밝기를 특징으로 하는 다이내믹 AMOLED 2X 디스플레이가 탑재되어 있다. 모든 모델에는 초음파 화면 내 지문 센서가 통합되어 있다. 삼성 갤럭시 S23, S23+, S23 울트라는 옥타코어 CPU, 아드레노 740 GPU, 연결을 위한 퀄컴 X10 모뎀을 포함하는 갤럭시 칩용 퀄컴 스냅드래곤 8세대 2로 구동된다. 갤럭시 S23, S23+, S23 울트라는 각각 3,900 mAh, 4,700 mAh, 5,000 mAh 용량의 교체 불가능한 리튬 이온 배터리를 탑재하고 있다. S23은 USB 파워 딜리버리를 사용하여 최대 25W의 USB-C 유선 충전을 지원하며, S23+와 S23 울트라는 더 빠른 45W 충전을 제공한다. 세 모델 모두 최대 15W의 Qi 유도 충전과 휴대폰 배터리로 다른 Qi 호환 기기를 최대 4.5W로 충전할 수 있는 무선 파워쉐어를 지원한다. 삼성 갤럭시 S23 폰은 안드로이드 13과 삼성의 One UI 5.1 소프트웨어로 출시된다.
삼성 갤럭시 S23
- 디스플레이: 6.1인치 다이내믹 AMOLED 2X 48-120Hz (적응형), 19.5:9 화면비
- 해상도: 2340×1080 픽셀
- 프로세서: 삼성 엑시노스 2200 또는 퀄컴 스냅드래곤 8세대 2
- 저장 공간: 128 / 256 / 512 GB (확장 불가)
- RAM: 8 GB
- 카메라: 후면: 5000만 화소 (광각), 1배 줌, 1000만 화소 (망원), 3배 줌, 1200만 화소 (초광각), 0.6배 줌; 24 fps의 7680x4320 (8K), 30/60 fps의 3840x2160p (4K UHD) 비디오, 30/60 fps의 1080p (풀 HD), 240 fps의 슬로 모션 1080p 또는 960 fps의 슬로 모션 720p (HD); 전면: 1200만 화소, 30/60 fps의 3840x2160p (4K UHD), 30 fps의 1080p (풀 HD)
- 배터리: 3900 mAh (교체 불가)

삼성 갤럭시 S23+
- 디스플레이: 6.6인치 다이내믹 AMOLED 2X 48-120Hz (적응형), 19.5:9 화면비
- 해상도: 2340×1080 픽셀
- 프로세서: 삼성 엑시노스 2200 또는 퀄컴 스냅드래곤 8세대 2
- 저장 공간: 128 / 256 / 512 GB (확장 불가)
- RAM: 8 GB
- 카메라: 후면: 5000만 화소 (광각), 1배 줌, 1000만 화소 (망원), 3배 줌, 1200만 화소 (초광각), 0.6배 줌; 24 fps의 7680x4320 (8K), 30/60 fps의 3840x2160p (4K UHD) 비디오, 30/60 fps의 1080p (풀 HD), 240 fps의 슬로 모션 1080p 또는 960 fps의 슬로 모션 720p (HD); 전면: 1200만 화소, 30/60 fps의 3840x2160p (4K UHD), 30 fps의 1080p (풀 HD)
- 배터리: 4700 mAh (교체 불가)

삼성 갤럭시 S23 울트라
- 디스플레이: 6.8인치 다이내믹 AMOLED 2X 1-120Hz (적응형), 19.3:9 화면비
- 해상도: 3088×1440 픽셀
- 프로세서: 삼성 엑시노스 2200 또는 퀄컴 스냅드래곤 8세대 2
- 저장 공간: 256 / 512 GB / 1 TB (확장 불가)
- RAM: 8 / 12 GB
- 카메라: 후면: 2억 화소 (광각), 1배 줌, 1000만 화소 (망원), 3배 줌, 1000만 화소 (망원), 1000만 화소 (잠망경 망원) 10배 줌, 1200만 화소 (초광각), 0.6배 줌, 레이저 AF (자동 초점); 24 fps의 7680x4320 (8K), 30/60 fps의 3840x2160p (4K UHD) 비디오, 30/60 fps의 1080p (풀 HD), 240 fps의 슬로 모션 1080p 또는 960 fps의 슬로 모션 720p (HD); 전면: 1200만 화소, 30/60 fps의 3840x2160p (4K UHD), 30 fps의 1080p (풀 HD)
- 배터리: 5000 mAh (교체 불가)

삼성 갤럭시 S23 FE
- 디스플레이: 6.4인치 다이내믹 AMOLED 2X 60-120Hz (적응형), 19.5:9 화면비
- 해상도: 2340×1080 픽셀
- 프로세서: 삼성 엑시노스 2200 또는 퀄컴 스냅드래곤 8세대 1
- 저장 공간: 128 / 256 GB (확장 불가)
- RAM: 8 GB
- 카메라: 후면: 5000만 화소 (광각), 1배 줌, 800만 화소 (망원), 3배 줌, 1200만 화소 (초광각), 0.6배 줌; 24 fps의 7680x4320 (8K), 30/60 fps의 3840x2160p (4K UHD) 비디오, 30/60 fps의 1080p (풀 HD), 240 fps의 슬로 모션 1080p 또는 960 fps의 슬로 모션 720p (HD); 전면: 1000만 화소, 30/60 fps의 3840x2160p (4K UHD), 30 fps의 1080p (풀 HD)
- 배터리: 4500 mAh (교체 불가)

### 삼성 갤럭시 S24
삼성은 2024년 1월 17일에 삼성 갤럭시 S24, 삼성 갤럭시 S24+, 삼성 갤럭시 S24 울트라로 구성된 삼성 갤럭시 S24 시리즈를 발표했다. 삼성 갤럭시 S24 FE는 2024년 9월 26일에 발표되었다.
삼성 갤럭시 S24
- 디스플레이: 6.2인치 다이내믹 AMOLED 2X 1-120Hz (적응형), 19.5:9 화면비
- 해상도: 2340×1080 픽셀
- 프로세서: 삼성 엑시노스 2400 또는 퀄컴 스냅드래곤 8세대 3
- 저장 공간: 128 / 256 / 512 GB (확장 불가)
- RAM: 8 / 12 GB
- 카메라: 후면: 5000만 화소 (광각), 1배 줌, 1000만 화소 (망원), 3배 줌, 1200만 화소 (초광각), 0.6배 줌; 24 fps의 7680x4320 (8K), 30/60 fps의 3840x2160p (4K UHD) 비디오, 30/60 fps의 1080p (풀 HD), 240 fps의 슬로 모션 1080p 또는 960 fps의 슬로 모션 720p (HD); 전면: 1200만 화소, 30/60 fps의 3840x2160p (4K UHD), 30 fps의 1080p (풀 HD)
- 배터리: 4000 mAh (교체 불가)

삼성 갤럭시 S24+
- 디스플레이: 6.7인치 다이내믹 AMOLED 2X 1-120Hz (적응형), 19.5:9 화면비
- 해상도: 3120×1440 픽셀
- 프로세서: 삼성 엑시노스 2400 또는 퀄컴 스냅드래곤 8세대 3
- 저장 공간: 256 / 512 GB (확장 불가)
- RAM: 12 GB
- 카메라: 후면: 5000만 화소 (광각), 1배 줌, 1000만 화소 (망원), 3배 줌, 1200만 화소 (초광각), 0.6배 줌; 24 fps의 7680x4320 (8K), 30/60 fps의 3840x2160p (4K UHD) 비디오, 30/60 fps의 1080p (풀 HD), 240 fps의 슬로 모션 1080p 또는 960 fps의 슬로 모션 720p (HD); 전면: 1200만 화소, 30/60 fps의 3840x2160p (4K UHD), 30 fps의 1080p (풀 HD)
- 배터리: 4900 mAh (교체 불가)

삼성 갤럭시 S24 울트라
- 디스플레이: 6.8인치 다이내믹 AMOLED 2X 1-120Hz (적응형), 19.3:9 화면비
- 해상도: 3120×1440 픽셀
- 프로세서: 퀄컴 스냅드래곤 8세대 3
- 저장 공간: 256 / 512 GB / 1 TB (확장 불가)
- RAM: 12 GB
- 카메라: 후면: 2억 화소 (광각), 1배 줌, 1000만 화소 (망원), 3배 줌, 5000만 화소 (잠망경 망원), 10배 줌, 1000만 화소 (망원), 10배 줌, 1000만 화소 (초광각), 0.6배 줌, 레이저 AF (자동 초점); 24 fps의 7680x4320 (8K), 30/60 fps의 3840x2160p (4K UHD) 비디오, 30/60 fps의 1080p (풀 HD), 240 fps의 슬로 모션 1080p 또는 960 fps의 슬로 모션 720p (HD); 전면: 1200만 화소, 30/60 fps의 3840x2160p (4K UHD), 30 fps의 1080p (풀 HD)
- 배터리: 5000 mAh (교체 불가)

삼성 갤럭시 S24 FE
- 디스플레이: 6.7인치 다이내믹 AMOLED 2X 60-120Hz (적응형), 19.5:9 화면비
- 해상도: 2340×1080 픽셀
- 프로세서: 삼성 엑시노스 2400e
- 저장 공간: 128 / 256 / 512 GB (확장 불가)
- RAM: 8 GB
- 카메라: 후면: 5000만 화소 (광각), 1배 줌, 800만 화소 (망원), 3배 줌, 1200만 화소 (초광각), 0.6배 줌; 24 fps의 7680x4320 (8K), 30/60 fps의 3840x2160p (4K UHD) 비디오, 30/60 fps의 1080p (풀 HD), 240 fps의 슬로 모션 1080p 또는 960 fps의 슬로 모션 720p (HD); 전면: 1000만 화소, 30/60 fps의 3840x2160p (4K UHD), 30 fps의 1080p (풀 HD)
- 배터리: 4700 mAh (교체 불가)

### 삼성 갤럭시 S25
삼성은 2025년 1월 22일에 삼성 갤럭시 S25, 삼성 갤럭시 S25+, 그리고 삼성 갤럭시 S25 울트라로 구성된 삼성 갤럭시 S25 시리즈를 발표했다. 삼성 갤럭시 S25 엣지는 2025년 5월 13일에 발표되었다.
삼성 갤럭시 S25
- 디스플레이: 6.2인치 다이내믹 LTPO AMOLED 2X 120Hz, 19.5:9 화면비
- 해상도: 2340x1080
- 프로세서: 퀄컴 스냅드래곤 8 엘리트
- 저장 공간: 128/256/512 GB
- RAM: 12 GB
- 카메라: 후면: 5000만 화소 (광각), 1000만 화소 (망원), 3배 줌, 1200만 화소 (초광각), 24/30 fps의 7680x4320 (8K), 30/60 fps의 3840 x 2160 (4K UHD), 30/60/240 fps의 1080p (풀 HD), 240 fps의 슬로 모션 1080p 또는 720 fps의 슬로 모션 1080p 또는 120 fps의 2160p; 전면: 1200만 화소, 30/60 fps의 3840x2160p (4K UHD), 30 fps의 1080p (풀 HD)
- 배터리: 4000 mAh (교체 불가)

삼성 갤럭시 S25+
- 디스플레이: 6.7인치 다이내믹 LTPO AMOLED 2X 120Hz, 19.5:9 화면비
- 해상도: 3120x1440
- 프로세서: 퀄컴 스냅드래곤 8 엘리트
- 저장 공간: 256/512 GB
- RAM: 12 GB
- 카메라: 후면: 5000만 화소 (광각), 1000만 화소 (망원), 3배 줌, 1200만 화소 (초광각), 24/30 fps의 7680x4320 (8K), 30/60 fps의 3840 x 2160 (4K UHD), 30/60/240 fps의 1080p (풀 HD), 240 fps의 슬로 모션 1080p 또는 720 fps의 슬로 모션 1080p 또는 120 fps의 2160p; 전면: 1200만 화소, 30/60 fps의 3840x2160p (4K UHD), 30 fps의 1080p (풀 HD)
- 배터리: 4900 mAh (교체 불가)

삼성 갤럭시 S25 엣지
- 디스플레이: 6.7인치 다이내믹 LTPO AMOLED 2X 120Hz, 19.5:9 화면비
- 해상도: 3120x1440
- 프로세서: 퀄컴 스냅드래곤 8 엘리트
- 저장 공간: 256/512 GB
- RAM: 12 GB
- 카메라: 후면: 2억 화소 (광각), 1200만 화소 (초광각), 24/30 fps의 7680x4320 (8K), 30/60 fps의 3840 x 2160 (4K UHD), 30/60/240 fps의 1080p (풀 HD), 240 fps의 슬로 모션 1080p 또는 720 fps의 슬로 모션 1080p 또는 120 fps의 2160p; 전면: 1200만 화소, 30/60 fps의 3840x2160p (4K UHD), 30 fps의 1080p (풀 HD)
- 배터리: 3900 mAh (교체 불가)

삼성 갤럭시 S25 울트라
- 디스플레이: 6.9인치 다이내믹 LTPO AMOLED 2X 120Hz, 19.5:9 화면비
- 해상도: 3120x1440
- 프로세서: 퀄컴 스냅드래곤 8 엘리트
- 저장 공간: 256/512 GB, 1TB 12GB/1TB 16GB
- RAM: 12/16 GB
- 카메라: 2억 화소 (광각), 1000만 화소 (망원), 5000만 화소 (잠망경 망원) 5배 줌, 24/30 fps의 7680x4320 (8K), 30/60/120 fps의 3840x2160 (4K UHD), 30/60/240 fps의 1080p, 240 fps의 슬로 모션 1080p 또는 120 fps의 1080p 또는 240fps의 1080p; 전면: 1200만 화소 (광각), 30/60 fps의 3840x2160 (4K UHD), 30 fps의 1080p
- 배터리: 5000 mAh (교체 불가)

## 태블릿

### 삼성 갤럭시 탭 S
삼성 갤럭시 탭 S는 2014년 6월 12일에 발표되었다. 이 태블릿은 8.4인치 버전과 10.5인치 버전 두 가지 크기로 출시되었다.
- 디스플레이: WQXGA 1600x2560 픽셀 해상도의 8.4인치 슈퍼 AMOLED 디스플레이 (8.4인치 버전); WQXGA 2560x1600 픽셀 해상도의 10.5인치 슈퍼 AMOLED 디스플레이 (10.5인치 버전)
- 프로세서: 퀄컴 스냅드래곤 800 (두 버전 모두), 삼성 엑시노스 5 옥타 5420 (두 버전 모두), 또는 삼성 엑시노스 5 옥타 5433 (10.5인치 버전)
- 저장 공간: 16 / 32 GB (확장 가능)
- RAM: 3 GB

### 삼성 갤럭시 탭 S2
삼성은 2015년 7월 20일에 갤럭시 탭 S2 시리즈를 발표했다. 이 시리즈는 8.0인치 버전과 9.7인치 버전 두 가지 크기로 출시되었다.
- 디스플레이: QXGA 1536x2048 픽셀 해상도의 8.0인치 슈퍼 AMOLED 디스플레이 (8.0인치 버전); QXGA 1536x2048 픽셀 해상도의 9.7인치 슈퍼 AMOLED 디스플레이 (9.7인치 버전)
- 저장 공간: 32 또는 64 GB (확장 가능)

### 삼성 갤럭시 탭 S3
삼성은 2017년 2월 26일에 갤럭시 탭 S3를 발표했다. 갤럭시 탭 S 및 갤럭시 탭 S2와 달리, 갤럭시 탭 S3는 9.7인치 모델 한 가지 크기로만 출시되었다.
- 디스플레이: QXGA 1536x2048 픽셀 해상도의 9.7인치 슈퍼 AMOLED 디스플레이
- 프로세서: 퀄컴 스냅드래곤 820
- 저장 공간: 32 / 128 GB (확장 가능)
- RAM: 4 GB
- 배터리: 6000 mAh (교체 불가)

### 삼성 갤럭시 탭 S4
갤럭시 탭 S4는 2018년 8월 1일에 발표되었다. 더 얇은 베젤을 가진 10.5인치 디스플레이, 그리고 얼굴 및 홍채 스캔 기능을 특징으로 한다.
- 디스플레이: 10.5인치 2560x1600 슈퍼 AMOLED
- 프로세서: 퀄컴 스냅드래곤 835
- 저장 공간: 64 / 256 GB (최대 400 GB까지 확장 가능)
- 메모리: 4 GB
- 배터리: 7300 mAh (교체 불가)

### 삼성 갤럭시 탭 S5e
삼성은 2019년 2월 15일에 갤럭시 탭 S5e를 발표했다. 탭 S4보다 낮은 사양을 가졌다.
- 디스플레이: 10.5인치 WQXGA 2560x1600 슈퍼 AMOLED
- 프로세서: 퀄컴 스냅드래곤 670
- 저장 공간: 64 / 128 GB (최대 512 GB까지 확장 가능)
- RAM: 4 / 6 GB
- 배터리: 7040 mAh (교체 불가)

### 삼성 갤럭시 탭 S6
삼성 갤럭시 탭 S6는 2019년 7월 31일에 탭 S4의 정식 후속작으로 발표되었다.
- 디스플레이: 10.5인치 WQXGA 2560x1600 슈퍼 AMOLED
- 프로세서: 퀄컴 스냅드래곤 855
- 저장 공간: 128 / 256 GB (최대 512 GB까지 확장 가능)
- RAM: 6 / 8 GB
- 배터리: 7,040 mAh (교체 불가)
- 후면 카메라: 1300만 화소 광각 + 500만 화소 초광각
- 전면 카메라: 800만 화소
- 크기: 244.5 × 159.5 × 5.7 mm
- 무게: 420그램

### 삼성 갤럭시 탭 S6 라이트
삼성 갤럭시 탭 S6 라이트는 2020년 4월 16일에 발표되었다.
- 디스플레이: 10.4인치 2000x1200 TFT LCD
- 프로세서: 엑시노스 9611
- 저장 공간: 64 / 128 GB (최대 1 TB까지 확장 가능)
- RAM: 4 GB
- 배터리: 7,040 mAh (교체 불가)
- 후면 카메라: 800만 화소
- 전면 카메라: 500만 화소
- 크기: 244.5 × 154.3 × 7.0mm
- 무게: 465그램

### 삼성 갤럭시 탭 S7
갤럭시 탭 S7과 갤럭시 탭 S7+는 2020년 8월 5일에 발표되었다.
- 디스플레이: 11인치 2560 × 1600 120Hz TFT LCD
- 프로세서: 퀄컴 스냅드래곤 865+
- 저장 공간: 128 / 256 / 512 GB (확장 가능)
- RAM: 6 / 8 GB
- 배터리: 8000 mAh (교체 불가)
- 후면 카메라: 13+5 MP
- 전면 카메라: 8 MP
- 크기: 253.8 × 165.3 × 6.3mm
- 스피커: AKG 튜닝 쿼드 스테레오 스피커
- 오디오 잭: 없음
- 무게: 498그램

삼성 갤럭시 탭 S7+
- 디스플레이: 12.4인치 2800 × 1752 120Hz 슈퍼 AMOLED
- 프로세서: 퀄컴 스냅드래곤 865+
- 저장 공간: 128 / 256 / 512 GB (확장 가능)
- RAM: 6 / 8 GB
- 배터리: 10090 mAh (교체 불가)
- 후면 카메라: 13+5 MP
- 전면 카메라: 8 MP
- 크기: 285 × 185 × 5.7mm
- 스피커: JBL 튜닝 쿼드 스테레오 스피커

- 헤드폰 잭: 없음
- 무게: 575그램

 삼성 갤럭시 탭 S7 FE 
갤럭시 탭 S7 FE는 2021년 5월 25일에 발표되었다.
- 디스플레이: 12.4인치 2560 × 1600 TFT LCD
- 프로세서: 퀄컴 스냅드래곤 778G (Wi-Fi); 750G (5G)
- 저장 공간: 64 / 128 / 256 GB (확장 가능)
- RAM: 6 / 8 GB
- 배터리: 10090 mAh (교체 불가)
- 후면 카메라: 800만 화소
- 전면 카메라: 500만 화소
- 크기: 284.8 × 185 × 6.3mm
- 스피커: 듀얼 스테레오 스피커
- 헤드폰 잭: 없음
- 무게: 575그램

### 삼성 갤럭시 탭 S8
갤럭시 탭 S8 시리즈는 2022년 2월 9일에 발표되었다.
 삼성 갤럭시 탭 S8
- 디스플레이: 11인치 2560 × 1600 120Hz TFT LCD
- 프로세서: 퀄컴 스냅드래곤 8세대 1
- 저장 공간: 128 / 256 GB (확장 가능)
- RAM: 8 / 12 GB
- 배터리: 8000 mAh (교체 불가)
- 충전: 45W 고속 충전
- 후면 카메라: 13 + 6 MP
- 전면 카메라: 12 MP
- 크기: 253.8 × 165.3 × 6.3 mm
- 무게: 503g
- 스피커: AKG 튜닝 쿼드 스테레오 스피커

 삼성 갤럭시 탭 S8+
- 디스플레이: 12.4인치 2800 × 1752 120Hz 슈퍼 AMOLED
- 프로세서: 퀄컴 스냅드래곤 8세대 1
- 저장 공간: 128 / 256 GB (확장 가능)
- RAM: 8 / 12 GB
- 배터리: 10090 mAh (교체 불가)
- 충전: 45W 고속 충전
- 후면 카메라: 13 + 6 MP
- 전면 카메라: 12 MP
- 크기: 285 × 185 × 5.7 mm
- 무게: 567g
- 스피커: AKG 튜닝 쿼드 스테레오 스피커

 삼성 갤럭시 탭 S8 울트라 5G
- 디스플레이: 14.6인치 (369.9mm) 2960 x 1848 (WQXGA+) 120Hz 슈퍼 AMOLED 16M (색 심도)
- 프로세서: 퀄컴 스냅드래곤 8세대 1
- CPU 유형: 옥타 코어
- CPU 속도: 2.99 GHz, 2.4 GHz, 1.7 GHz
- OS: 안드로이드
- 센서: 가속도계, 지문 센서, 자이로 센서, 지자기 센서, 홀 센서, 광 센서
- S펜 지원: 예 (제스처/원격 제어)
- 저장 공간: 128 / 256 / 512 GB (확장 가능)
- RAM: 8 / 12 / 16 GB
- 배터리: 11200 mAh (교체 불가)
- 충전: 45W 고속 충전
- 후면 카메라: 13 + 6 MP
- 전면 카메라: 2× 12 MP
- 크기: 326.4 × 208.6 × 5.5 mm
- 무게: 728g
- 스피커: AKG 튜닝 쿼드 스테레오 스피커

### 삼성 갤럭시 탭 S9
갤럭시 탭 S9 시리즈는 2023년 7월 26일에 발표되었다.
 삼성 갤럭시 탭 S9
- 디스플레이: 11인치 2560 × 1600 120Hz 다이내믹 AMOLED 2X, HDR10+
- 프로세서: 퀄컴 스냅드래곤 8세대 2
- 저장 공간: 128 / 256 GB (확장 가능)
- RAM: 8 / 12 GB
- 배터리: 8400 mAh (교체 불가)
- 충전: 45W 고속 충전
- 후면 카메라: 13 MP
- 전면 카메라: 12 MP
- 크기: 254.3 × 165.8 × 5.9 mm
- 무게: 498g
- 스피커: AKG 튜닝 쿼드 스테레오 스피커

 삼성 갤럭시 탭 S9+
- 디스플레이: 12.4인치 2800 × 1752 120Hz 다이내믹 AMOLED 2X, HDR10+
- 프로세서: 퀄컴 스냅드래곤 8세대 2
- 저장 공간: 256 / 512 GB (확장 가능)
- RAM: 12 GB
- 배터리: 10090 mAh (교체 불가)
- 충전: 45W 고속 충전
- 후면 카메라: 13 / 8 MP
- 전면 카메라: 12 MP
- 크기: 285.4 × 185.4 × 5.7 mm
- 무게: 586g
- 스피커: AKG 튜닝 쿼드 스테레오 스피커

 삼성 갤럭시 탭 S9 울트라
- 디스플레이: 14.6인치 2960 × 1848 120Hz 다이내믹 AMOLED 2X, HDR10+
- 프로세서: 퀄컴 스냅드래곤 8세대 2
- 저장 공간: 512 GB / 1 TB (확장 가능)
- RAM: 12 / 16 GB
- 배터리: 11200 mAh (교체 불가)
- 충전: 45W 고속 충전
- 후면 카메라: 13 / 8 MP
- 전면 카메라: 2× 12 MP
- 크기: 326.4 × 208.6 × 5.5 mm
- 무게: 732g
- 스피커: AKG 튜닝 쿼드 스테레오 스피커

 삼성 갤럭시 탭 S9 FE
- 디스플레이: 10.9인치 2304 × 1440 90Hz IPS LCD
- 프로세서: 엑시노스 1380
- 저장 공간: 128 / 256 GB (확장 가능)
- RAM: 6 / 8 GB
- 배터리: 8000 mAh (교체 불가)
- 충전: 45W 고속 충전
- 후면 카메라: 8 MP
- 전면 카메라: 12 MP
- 크기: 254.3 × 165.8 × 6.5 mm
- 무게: 523-524g
- 스피커: 스테레오 스피커, AKG 튜닝

 삼성 갤럭시 탭 S9 FE+
- 디스플레이: 12.4인치 2560 × 1600 90Hz LCD
- 프로세서: 엑시노스 1380
- 저장 공간: 128 / 256 GB (확장 가능)
- RAM: 6 / 8 / 12 GB
- 배터리: 10900 mAh (교체 불가)
- 충전: 45W 고속 충전
- 후면 카메라: 2× 8 MP
- 전면 카메라: 12 MP
- 크기: 285.4 × 185.4 × 6.5 mm
- 무게: 627-628g
- 스피커: 스테레오 스피커, AKG 튜닝

### 삼성 갤럭시 탭 S10
갤럭시 탭 S10 시리즈는 2024년 9월 26일에 발표되었다.
 삼성 갤럭시 탭 S10+
- 디스플레이: 12.4인치 2800 × 1752 120Hz 다이내믹 AMOLED 2X, HDR10+
- 프로세서: 미디어텍 디멘시티 9300+
- 저장 공간: 256 / 512 GB (확장 가능)
- RAM: 12 GB
- 배터리: 10090 mAh (교체 불가)
- 충전: 45W 고속 충전
- 후면 카메라: 13 / 8 MP
- 전면 카메라: 12 MP
- 크기: 285.4 × 185.4 × 5.6 mm
- 무게: 571g (Wi-Fi 전용 버전), 576g (5G 버전)
- 스피커: AKG 튜닝 쿼드 스테레오 스피커

 삼성 갤럭시 탭 S10 울트라
- 디스플레이: 14.6인치 2960 × 1848 120Hz 다이내믹 AMOLED 2X, HDR10+
- 프로세서: 미디어텍 디멘시티 9300+
- 저장 공간: 512 GB / 1 TB (확장 가능)
- RAM: 12 / 16 GB
- 배터리: 11200 mAh (교체 불가)
- 충전: 45W 고속 충전
- 후면 카메라: 13 / 8 MP
- 전면 카메라: 2× 12 MP
- 크기: 326.4 × 208.6 × 5.4 mm
- 무게: 718g (Wi-Fi 전용 버전), 723g (5G 버전)
- 스피커: AKG 튜닝 쿼드 스테레오 스피커

 삼성 갤럭시 탭 S10 FE
- 디스플레이: 10.9인치 1440 × 2304 90Hz IPS LCD
- 프로세서: 엑시노스 1580
- 저장 공간: 128 GB / 256 GB (확장 가능)
- RAM: 8 / 12 GB
- 배터리: 8000 mAh (교체 불가)
- 충전: 45W 고속 충전
- 후면 카메라: 13 MP
- 전면 카메라: 12 MP
- 크기: 254.3 × 165.8 × 6 mm
- 무게: 497g (Wi-Fi 전용 버전), 500g (5G 버전)
- 스피커: 스테레오 스피커, AKG 튜닝

 삼성 갤럭시 탭 S10 FE+
- 디스플레이: 13.1인치 1800 × 2880 90Hz IPS LCD
- 프로세서: 엑시노스 1580
- 저장 공간: 128 GB / 256 GB (확장 가능)
- RAM: 8 / 12 GB
- 배터리: 10090 mAh (교체 불가)
- 충전: 45W 고속 충전
- 후면 카메라: 13 MP
- 전면 카메라: 12 MP
- 크기: 300.6 × 194.7 × 6 mm
- 무게: 664g (Wi-Fi 전용 버전), 668g (5G 버전)
- 스피커: 스테레오 스피커, AKG 튜닝